# Città metropolitana di Genova
La città metropolitana di Genova (çittæ metropolitann-a de Zena in ligure) è un ente territoriale di area vasta, in Liguria, di 819 320 abitanti. Nata il 1º gennaio 2015, il suo territorio corrisponde a quello della provincia di Genova, che ha sostituito. È una delle 14 città metropolitane introdotte dalla legge del 7 aprile 2014 n. 56.
Confina a nord con il Piemonte (provincia di Alessandria) e con l'Emilia-Romagna (provincia di Piacenza e provincia di Parma), a sud con il mar Ligure, a ovest con la provincia di Savona e a est con la provincia della Spezia.
L'amministrazione metropolitana ha sede presso il palazzo Doria Spinola a Genova, sede anche della prefettura e già luogo di rappresentanza dell'ente e del consiglio provinciale dell'ex provincia di Genova.

## Geografia fisica

### Territorio
La geografia della Liguria si divide in tre fasce: il mare, la zona collinare e la montagna. Anche il territorio metropolitano genovese è diviso in queste categorie territoriali, regalando talvolta panorami come scogliere a picco sul mare, paesi e borghi arroccati sui monti o la stessa Genova, grande città marinara stretta e spinta dai monti circostanti. Nella città metropolitana sono presenti quattro parchi regionali e un'area marina protetta (Riserva marina di Portofino).
Le zone geografiche che più richiamavano il turismo vacanziero e di soggiorno, oltre a Genova e il suo comprensorio, sono il Golfo Paradiso e il Tigullio. Ultimamente anche l'entroterra è diventato protagonista nel panorama turistico, grazie a un'accurata pubblicità in ambito nazionale e un buon numero di turisti italiani e stranieri che scelgono piccoli paesini montani e collinari per trascorrere le loro vacanze nel territorio metropolitano.
È la morfologia del territorio, l'altitudine dei rilievi e ovviamente la presenza del mare a rendere forse la città metropolitana di Genova unica tra quelle italiane perché, nel raggio di pochi chilometri, convivono paesaggi, paesi, flora e fauna di moltissime specie diverse. Basti pensare che non è inusuale sul litorale trovare arbusti come mirto, corbezzolo e piantagioni di arance, limoni, fico d'India e specie faunistiche come i gechi, elementi tipici dell'Italia meridionale e, a distanza di non più di una decina di chilometri nell'entroterra, vedere questo scenario completamente stravolto, presentando boschi di abeti, tassi e pini d'alta montagna, popolato da daini, cervi, cerbiatti, rapaci e roditori che sono comuni in regioni alpine come la Valle d'Aosta o il Trentino-Alto Adige.

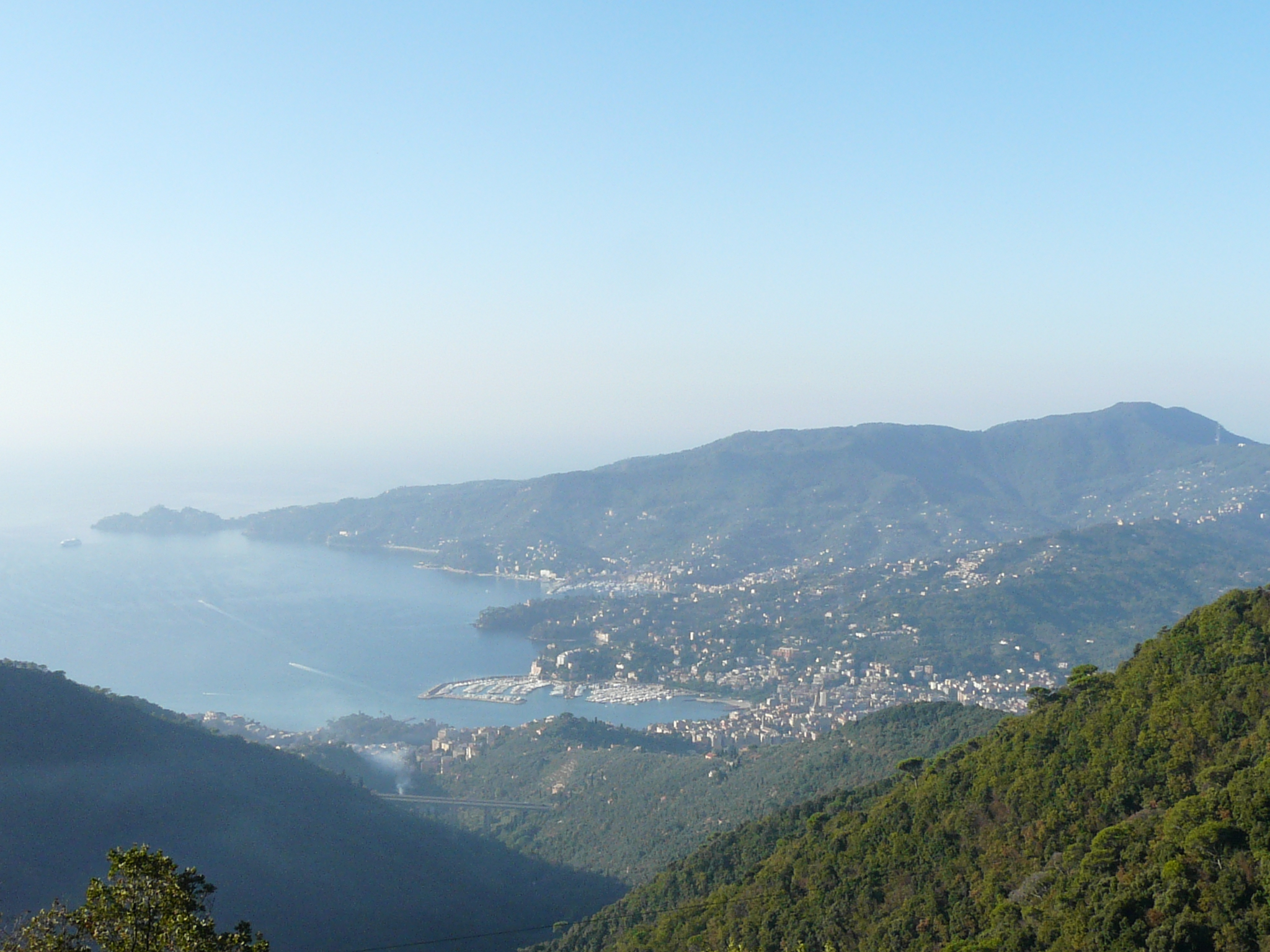
Il promontorio del Parco naturale regionale di Portofino

### Parchi naturali
I parchi naturali regionali in Liguria sono nove in totale, di cui quattro appartenenti alla sola città metropolitana genovese. L'unico parco confinante direttamente con il mare è quello del monte di Portofino.
I restanti parchi sono invece distribuiti lungo le vallate montane, ricalcando tra i loro percorsi naturalistici anche la conosciuta e antica Alta Via dei Monti Liguri: il Parco naturale regionale dell'Antola lungo le valli Scrivia e Trebbia, il Parco naturale regionale dell'Aveto nelle valli Aveto, Graveglia e Sturla, e il Parco naturale regionale del Beigua, unico caso metropolitano - provinciale, confinante con la provincia di Savona dato l'inserimento nel parco dei comuni di Sassello, Stella e Varazze, dove ha sede l'ente parco.

#### Orografia

##### Monti

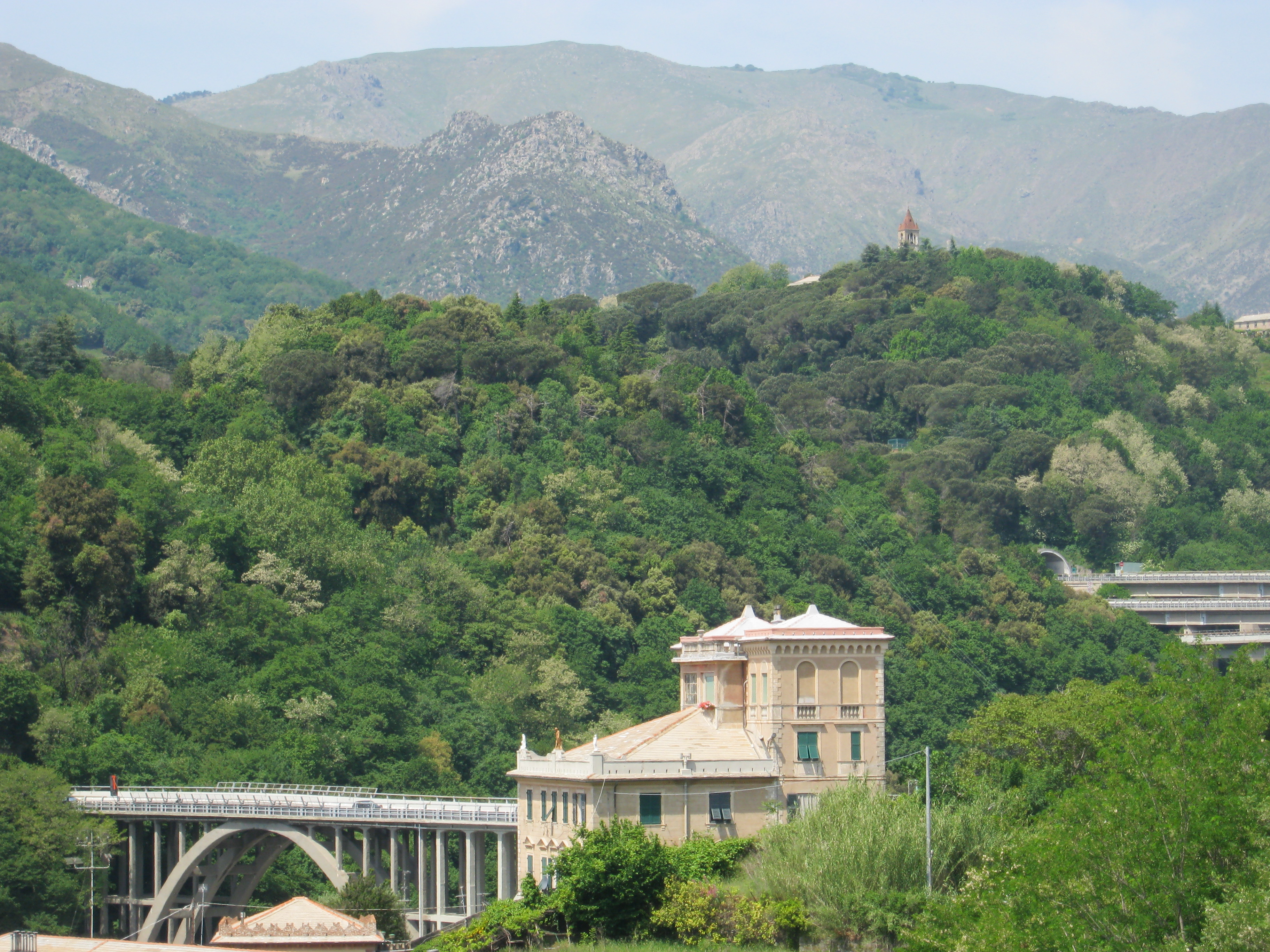
Il monte Reixa

Monti oltre i 1000 m nel versante occidentale

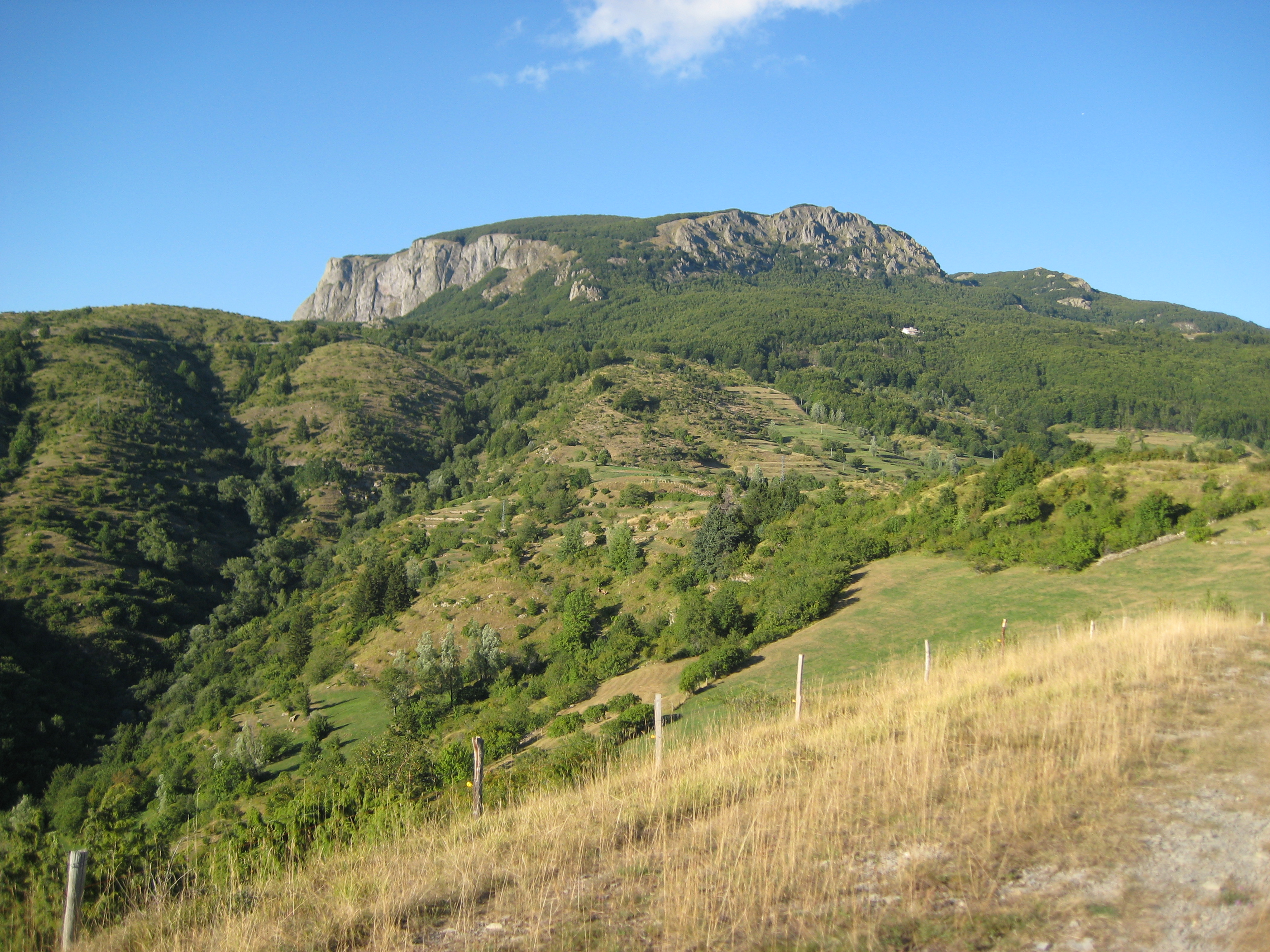
Il monte Maggiorasca

| Denominazione     | Altitudine | Luogo                                     |
| ----------------- | ---------- | ----------------------------------------- |
| Monte Reixa       | 1183 m     | Parco naturale regionale del Beigua       |
| Monte delle Figne | 1172 m     | Parco naturale delle Capanne di Marcarolo |
| Monte Rama        | 1150 m     | Parco naturale regionale del Beigua       |
| Monte Liprando    | 1122 m     |                                           |
| Bric del Dente    | 1109 m     | Parco naturale regionale del Beigua       |
| Monte Argentea    | 1086 m     | Parco naturale regionale del Beigua       |
| Monte Leco        | 1072 m     | Val Polcevera                             |
| Punta Martin      | 1001 m     |                                           |
| Monte Antola      | 1597 m     | Parco naturale regionale dell'Antola      |
| Monte Prelà       | 1406 m     | Torriglia                                 |
| Monte Buio        | 1402 m     | Parco naturale regionale dell'Antola      |
| Monte Taccone     | 1113 m     | Val Polcevera                             |
| Monte Candelozzo  | 1036 m     |                                           |
| Monte Bano        | 1035 m     | Montoggio                                 |

Monti oltre i 1000 m nel versante orientale
| Denominazione          | Altitudine | Luogo                               |
| ---------------------- | ---------- | ----------------------------------- |
| Monte Maggiorasca      | 1804 m     | Parco naturale regionale dell'Aveto |
| Monte Bue              | 1777 m     | Parco naturale regionale dell'Aveto |
| Monte Penna            | 1735 m     | Parco naturale regionale dell'Aveto |
| Monte Bregaceto        | 1171 m     | Parco naturale regionale dell'Aveto |
| Monte Aiona            | 1701 m     | Parco naturale regionale dell'Aveto |
| Monte Tomarlo          | 1602 m     | Parco naturale regionale dell'Aveto |
| Groppo Rosso           | 1593 m     | Parco naturale regionale dell'Aveto |
| Monte degli Abeti      | 1542 m     |                                     |
| Monte Oramara          | 1522 m     |                                     |
| Monte Montarlone       | 1500 m     |                                     |
| Rocca Bruna            | 1418 m     |                                     |
| Monte Zatta            | 1404 m     | Parco naturale regionale dell'Aveto |
| Monte Ramaceto         | 1345 m     | Parco naturale regionale dell'Aveto |
| Monte Collere          | 1289 m     |                                     |
| Monte Caucaso          | 1245 m     |                                     |
| Monte Porcile          | 1240 m     |                                     |
| Monte Posasso          | 1236 m     | Parco naturale regionale dell'Aveto |
| Monte Fascia           | 1195 m     | Parco naturale regionale dell'Aveto |
| Monte Pagliaro         | 1180 m     | Parco naturale regionale dell'Aveto |
| Monte Chiappozzo       | 1126 m     | Parco naturale regionale dell'Aveto |
| Monte Alpe di Maissana | 1094 m     |                                     |
| Monte Agugiaia         | 1090 m     | Parco naturale regionale dell'Aveto |
| Monte Zenone           | 1053 m     |                                     |
| Monte Cucco            | 1049 m     | Parco naturale regionale dell'Aveto |

##### Passi e valichi

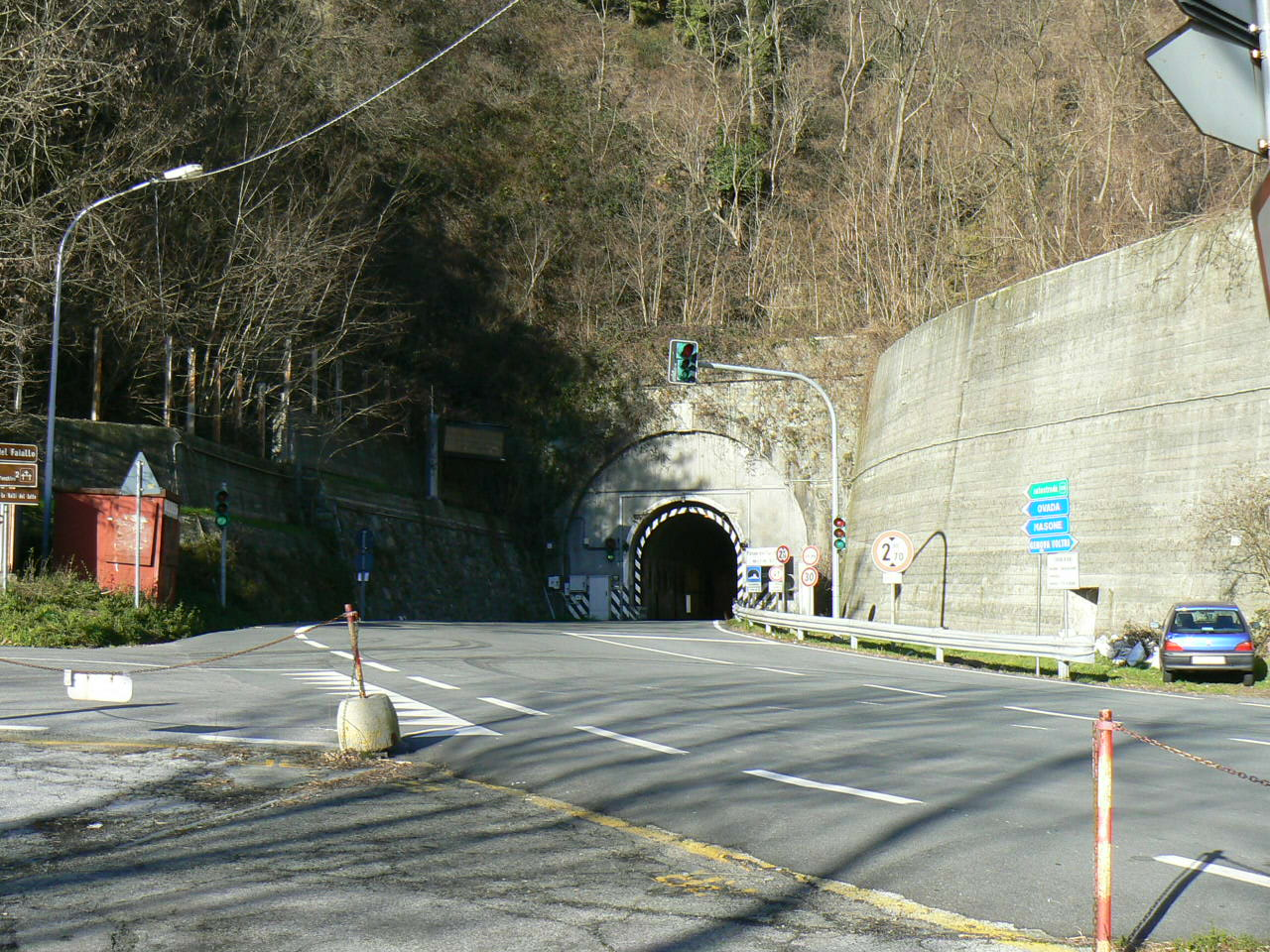
La galleria del passo del Turchino

| Denominazione              | Altitudine | Collegamento                                               |
| -------------------------- | ---------- | ---------------------------------------------------------- |
| Passo del Tomarlo          | 1485 m     | Santo Stefano d'Aveto (GE) - Bedonia (PR)                  |
| Passo di Fregarolo         | 1203 m     | Fontanigorda (GE) - Rezzoaglio (GE)                        |
| Valico del Pescino         | 1195 m     | Rezzoaglio (GE) - Ottone (PC)                              |
| Valico di San Fermo        | 1129 m     | Vobbia (GE) - Cabella Ligure (AL)                          |
| Passo del Faiallo          | 1044 m     | Tiglieto (GE) - Urbe (SV)                                  |
| Passo del Portello         | 1040 m     | Torriglia (GE) - Neirone (GE)                              |
| Passo della Scoglina       | 926 m      | Favale di Malvaro (GE) - Montebruno (GE) - Rezzoaglio (GE) |
| Passo della Forcella       | 875 m      | Borzonasca (GE) - Rezzoaglio (GE)                          |
| Passo della Pozza del Lupo | 722 m      | San Colombano Certenoli (GE) - Mezzanego (GE)              |
| Passo della Scoffera       | 675 m      | Davagna (GE) - Torriglia (GE)                              |
| Passo della Crocetta       | 599 m      | Rapallo (GE) - Coreglia Ligure (GE)                        |
| Passo del Turchino         | 588 m      | Mele (GE) - Masone (GE)                                    |
| Passo della Bocchetta      | 772 m      | Campomorone (GE) - Voltaggio (AL)                          |
| Passo dei Giovi            | 472 m      | Busalla (GE) - Mignanego (GE)                              |
| Passo del Bocco            | 956 m      | Mezzanego (GE) - Varese Ligure (SP) - Tornolo (PR)         |
| Passo del Biscia           | 892 m      | Ne (GE) - Varese Ligure (SP)                               |
| Passo del Bracco           | 610 m      | Castiglione Chiavarese (GE) - Deiva Marina (SP)            |
| Passo della Castagnola     | 578 m      | Ronco Scrivia (GE) - Voltaggio (AL)                        |
| Colle di Velva             | 545 m      | Casarza Ligure (GE) - Varese Ligure (SP)                   |
| Crocetta d'Orero           | 468 m      | Serrà Ricco (GE) - Casella (GE)                            |

#### Idrografia

##### Fiumi

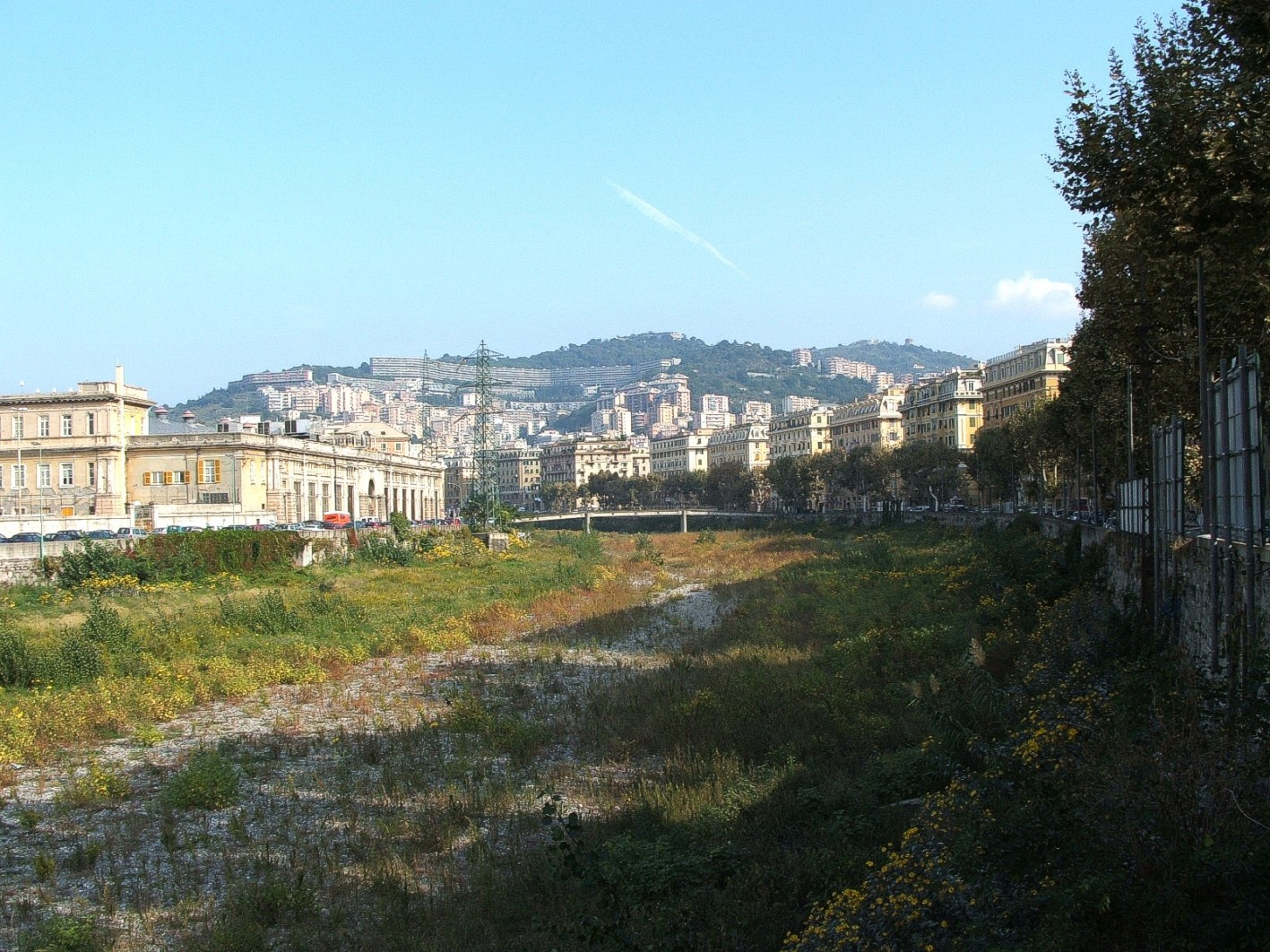
Il torrente Bisagno a Genova

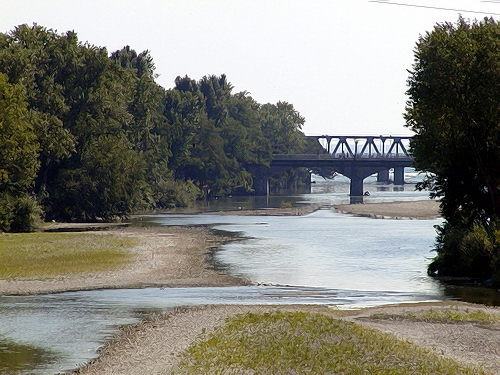
Il fiume Entella tra le città rivierasche di Chiavari e Lavagna

Il territorio della città metropolitana è caratterizzato da corsi d'acqua a regime torrentizio e sovente, soprattutto nel periodo estivo, si presentano in stato di secca. Diversamente nella stagione autunnale o invernale una maggiore caduta di pioggia può dare origine a improvvise piene dei torrenti e fiumi, causando, in alcuni casi, lo straripamento del corso d'acqua stesso e quindi l'allagamento dei vicini centri urbani. Proprio per scongiurare tali avvenimenti sempre più frequentemente sono stati stanziati fondi dalle ex giunte provinciali e regionale per la pulizia dei torrenti, progettando inoltre una conseguente rivisitazione delle misure di protezione (dragaggio, abbassamento del letto del corso d'acqua e innalzamento degli argini), specie in prossimità dei nuclei abitativi.
A Genova sono due i principali torrenti che scorrono nel territorio comunale: il Polcevera e il Bisagno. Il primo nasce dall'unione dei due torrenti Verde e Riccò presso il quartiere genovese di Pontedecimo e, dopo un percorso di circa 11 km, sfocia in mare tra i nuclei di Cornigliano e Sampierdarena dopo aver attraversato inoltre i quartieri di Bolzaneto e Rivarolo. Il Bisagno, con una lunghezza di circa 30 km, attraversa l'intera valle omonima e i centri di Bargagli, Davagna e Genova dove sfocia nel quartiere della Foce.
Sempre in area genovese sono presenti i torrenti Arrestra, che sfocia a Cogoleto segnando il confine della città metropolitana di Genova con la provincia di Savona; lo Stura nella valle omonima tra Rossiglione, Campo Ligure e Masone; lo Scrivia (affluente del Po) che all'altezza di Casella incontra il Brevenna mentre vicino a Montoggio riceve le acque a valle della diga del lago di Val di Noci; la Trebbia che nasce nel Genovesato presso il monte Prelà attraversando il piacentino per poi sfociare anch'essa nel Po ad ovest di Piacenza.
Nell'area del Tigullio, val Fontanabuona e val d'Aveto è il torrente Lavagna il corso d'acqua principale che si sviluppa nell'entroterra chiavarese. A Carasco incontra altri torrenti (lo Sturla di Carasco, il Penna e il Graveglia) andando così a formare il fiume Entella sfociante in mare tra le due cittadine di Chiavari e Lavagna. Lo Sturla e il Penna nascono tutti dal lago di Giacopiane, nel comune di Borzonasca, per poi confluire nel Lavagna; il Graveglia nasce vicino al monte Zatta, in val Graveglia, per poi confluire nel Lavagna. L'Aveto nasce presso il monte Caucaso, per sfociare poi nel fiume Trebbia.
Altri torrenti del territorio metropolitano sono il Boate - detto storicamente anche Bogo - originario dall'unione dalla confluenza di molti altri torrenti dell'entroterra rapallese, e scorrente lungo la cittadina di Rapallo per poi sfociare in mare, in zona Lido, vicino al porto pubblico e turistico "Carlo Riva"; il Recco presso l'omonima valle del Golfo Paradiso; il Rupinaro a Chiavari; il Petronio e il Gromolo nella zona tra Castiglione Chiavarese, Casarza Ligure e Sestri Levante e, nel ponente, il Lerone che separa Cogoleto da Arenzano.

##### Laghi

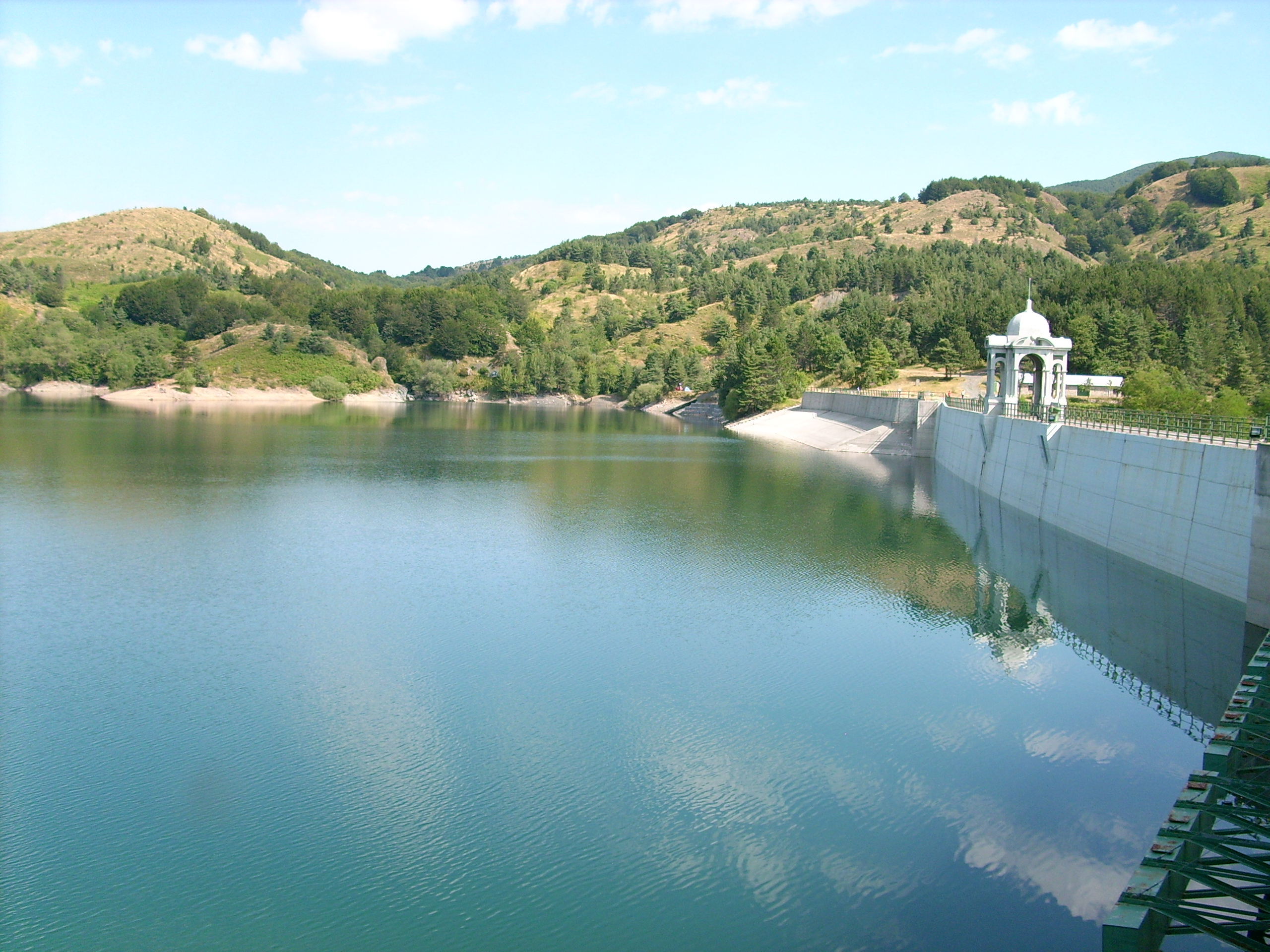
Il lago di Giacopiane nel territorio di Borzonasca

Nella città metropolitana sono presenti sei laghi, tutti artificiali, creati nel XX secolo per soddisfare le varie esigenze idriche delle sparse zone geografiche, soprattutto per i centri urbani della costa, e specialmente per il capoluogo ligure.
Il maggiore è il lago del Brugneto, creato nel 1960 a seguito della costruzione della diga sull'omonimo torrente, un affluente della Trebbia.
Tra la valle Stura e la val d'Orba, al confine con la provincia di Alessandria, è ubicato il lago di Ortiglieto compreso tra i comuni di Molare e Rossiglione. Sbarramento artificiale del torrente Orba, il bacino fu realizzato tra il 1923 e il 1926. Sempre al confine tra Liguria e Piemonte, in val Polcevera, i laghi artificiali del Gorzente sono costituiti da tre invasi situati tra i comuni genovesi di Campomorone e Ceranesi e il comune alessandrino di Bosio.
In alta valle Scrivia è presente il lago della Busalletta, costruito tra il 1970 e il 1977 tra i comuni di Fraconalto (AL) e Busalla; assieme ai laghi del Gorzente costituisce un'importante risorsa idrica per Genova. Sempre in alta valle Scrivia, nel comune di Montoggio, fu realizzato negli anni venti del XX secolo lo sbarramento artificiale sul rio delle Noci - affluente dello Scrivia, dando origine al lago omonimo.
Nella zona del levante genovese, in valle Sturla, è ubicato il lago di Giacopiane nel comune di Borzonasca; sottostante rispetto a questo lago se ne trova uno minore, denominato lago di Pian Sapeio. I due bacini costituiscono la primaria fonte acquifera per la zona geografica del Tigullio, e delle valli adiacenti dell'entroterra chiavarese, e talvolta anche per Genova; il lago è inserito nel territorio del parco naturale regionale dell'Aveto.

##### Mare

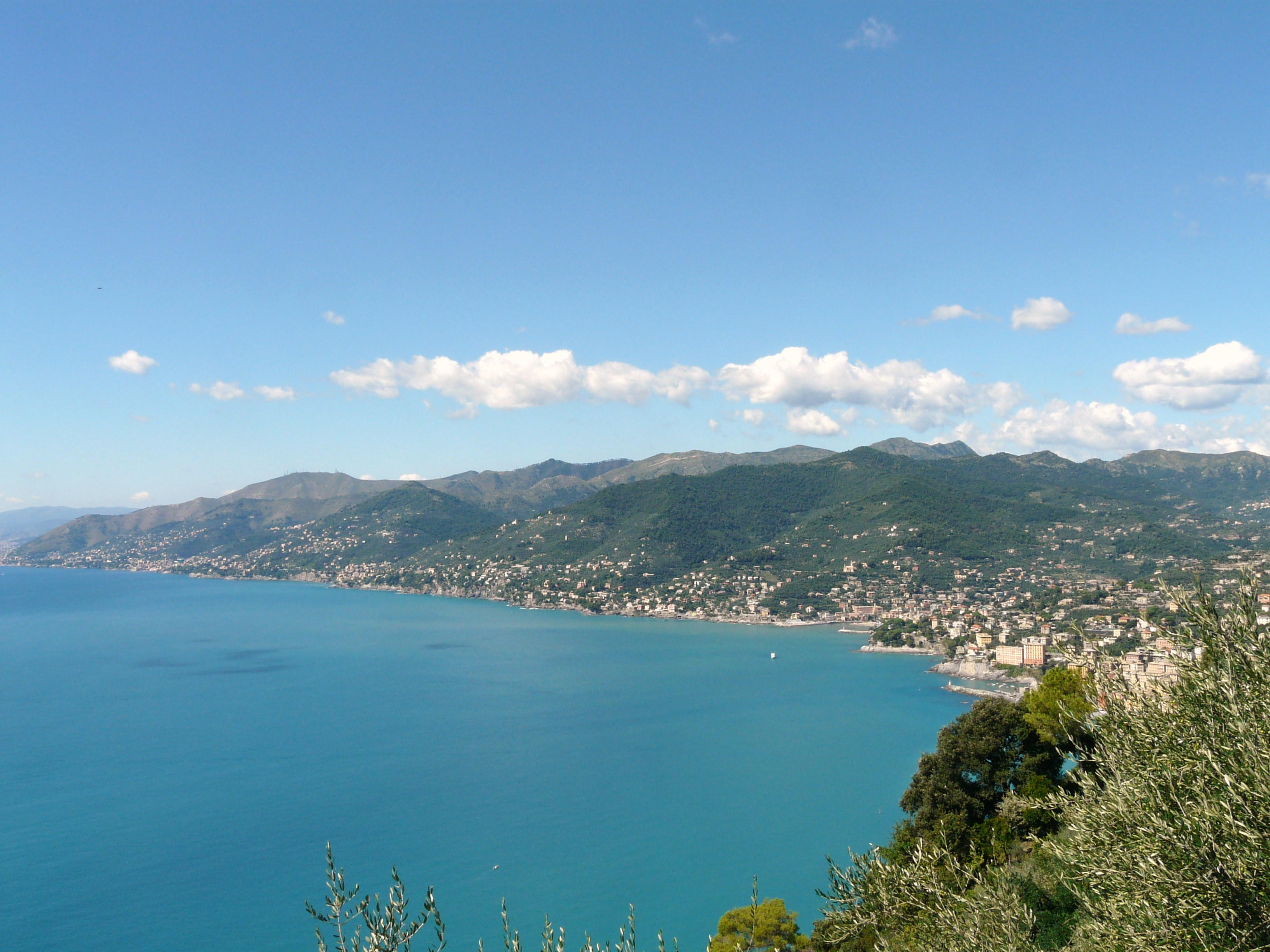
Il Golfo Paradiso, tratto di costa tra Genova e il Tigullio.

I comuni della città metropolitana che si affacciano direttamente sul mare sono 16 su 67 comuni totali. Solo due di questi, Arenzano e Cogoleto, sono collocati geograficamente nella Riviera di Ponente (al confine con la provincia di Savona) mentre i restanti tredici sono compresi nella Riviera di Levante (Moneglia è l'ultimo comune costiero genovese prima del confine amministrativo con la provincia spezzina). Genova rimane incastonata tra i due litorali, dividendo di fatto le riviere liguri.
Se le coste di ponente risultano prevalentemente basse e sabbiose quelle del levante ligure sono principalmente alte e frastagliate. Le località sulla costa hanno saputo negli anni sviluppare il loro turismo proprio grazie al rapporto con il mare, prendendosi cura di esso e delle sue spiagge. Nel 2005 un finanziamento dell'Assessorato al Turismo della Provincia aveva permesso l'acquisto di piccoli battelli per la pulizia estiva (rifiuti e sporcizia) delle acque del Tigullio.
Nel periodo autunnale ed invernale le forti mareggiate erodono frequentemente i litorali, ma prontamente ricostituite nella stagione primaverile dai singoli comuni.

### Clima

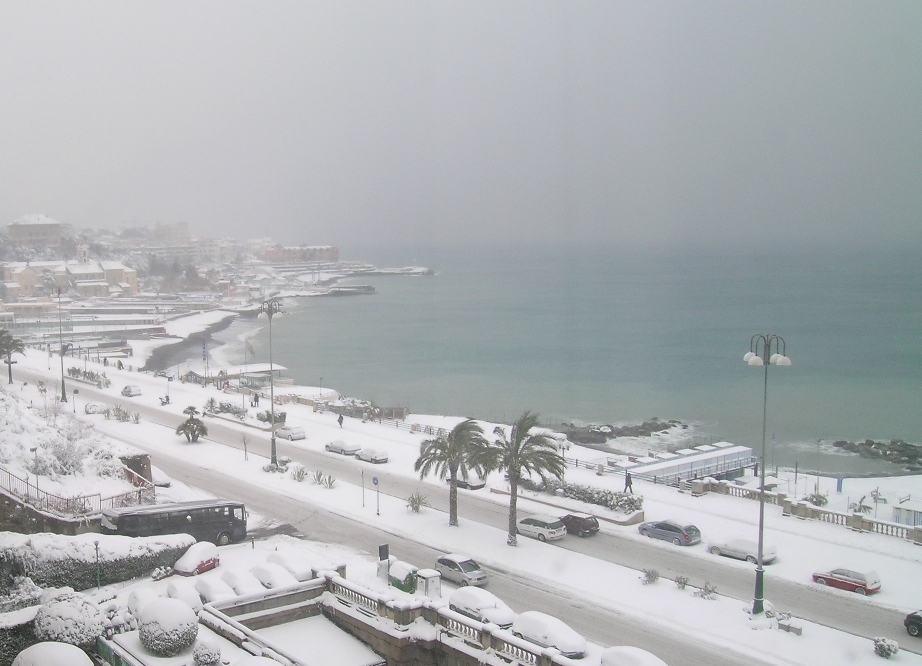
Una nevicata su Genova, del 2005, nei pressi del quartiere della Foce.

Il clima è tipico dell'area del mar Mediterraneo, con influenze oceaniche, come nel resto della regione e le sue temperature miti sono un forte richiamo turistico. Durante la stagione invernale le temperature, nei centri sulla costa, difficilmente scendono sotto lo zero assestandosi nella fascia compresa tra 7°-8° gradi e 10° nelle zone più riparate dalle correnti di provenienza settentrionale.
La neve scende raramente sulla costa. Si presenta con maggior frequenza solo in alcune zone litoranee di Genova, città più esposta ai venti da nord e soprattutto nei suoi quartieri più interni e collinari. L'inverno è invece nettamente più freddo sull'Appennino ligure, soprattutto sul versante padano, dove spesso nevica abbondantemente.
Nel periodo estivo le temperature medie costiere si aggirano intorno ai 23°-24° gradi e solo nei casi più estremi si possono superare i 35°; tuttavia la presenza di una forte umidità fa percepire al corpo umano diversi gradi in più rispetto a quelli reali.
L'orografia del territorio metropolitano permette a quella di Genova di essere senza dubbio una delle città metropolitane italiane con la maggior varietà di tipologie di clima da una zona all'altra, anche talvolta distanziate di pochi chilometri.
Nello specifico, è soprattutto il litorale a presentare le maggiori differenziazioni di clima. Infatti, d'inverno sono Voltri e Sampierdarena le zone con i climi statisticamente più rigidi perché posizionate allo sbocco di vallate che congiungono il versante marittimo con quello padano, mentre il resto della costa presenta temperature miti con punte di calore riscontrabili negli altri quartieri genovesi di Pegli, Quinto al Mare e Nervi e buona parte di tutto il Golfo Paradiso, tra Portofino e Rapallo e in prossimità delle località a ridosso dei rilievi montuosi, come Cogoleto, Zoagli e Moneglia.

## Storia

### Dalla preistoria all'Impero Romano
Numerosi reperti risalenti dal periodo Neolitico all'età del ferro sono stati rinvenuti in molte località costiere e montane della città metropolitana. Uno dei ritrovamenti più eccezionali è la necropoli rinvenuta a Chiavari, nel Tigullio, facendo presupporre agli storici i primi insediamenti umani già nell'era preistorica. La popolazione dominante fu soprattutto quella dei Liguri, i quali si estesero in tutta la regione e ampiamente nell'Italia nord-occidentale, suddivisi in altre piccole tribù locali come i Tiguli (che darà il nome alla zona geografica del Tigullio). Altri ritrovamenti preistorici sono stati recentemente scoperti, e pertanto ancora in fase di studi più approfonditi, in Val d'Aveto e in valle Stura.
Intorno al II secolo a.C. i Romani iniziarono la conquista della Liguria, sottomettendo i Liguri ed i loro villaggi. Conquista che risultò assai ardua, a causa della strenua resistenza delle popolazioni ed anche della divisione politica degli stessi Liguri nelle alleanze con Cartagine o Roma (supportati dai fatti storici della Prima guerra punica). L'esercito romano riuscì comunque, con sforzi notevoli, a conquistare la regione genovese e le sue valli, creando quello che in seguito sarebbe divenuta la IX Regio dell'Impero Romano.

### Il medioevo e la Repubblica di Genova

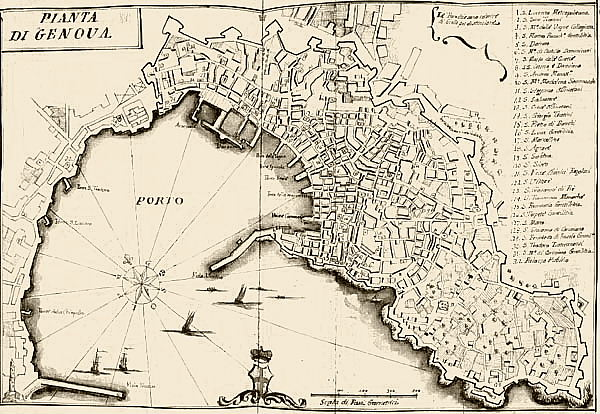
Mappa del XVIII secolo raffigurante il golfo di Genova

I Bizantini dopo la guerra gotica, occuparono tutta la parte che va dal mare all'Appennino ligure, creandovi la provincia bizantina di Liguria, presa in seguito dal re longobardo Rotari nel 641 che vi istituì il ducato ligure, con capitale Genova. Il porto di Genova divenne un porto franco. Sotto i Franchi la città metropolitana di Genova appartenne alla marca obertenga, in seguito entrata a far parte della marca marittima che aveva il compito del controllo contro i Saraceni sull'alto mar Tirreno.

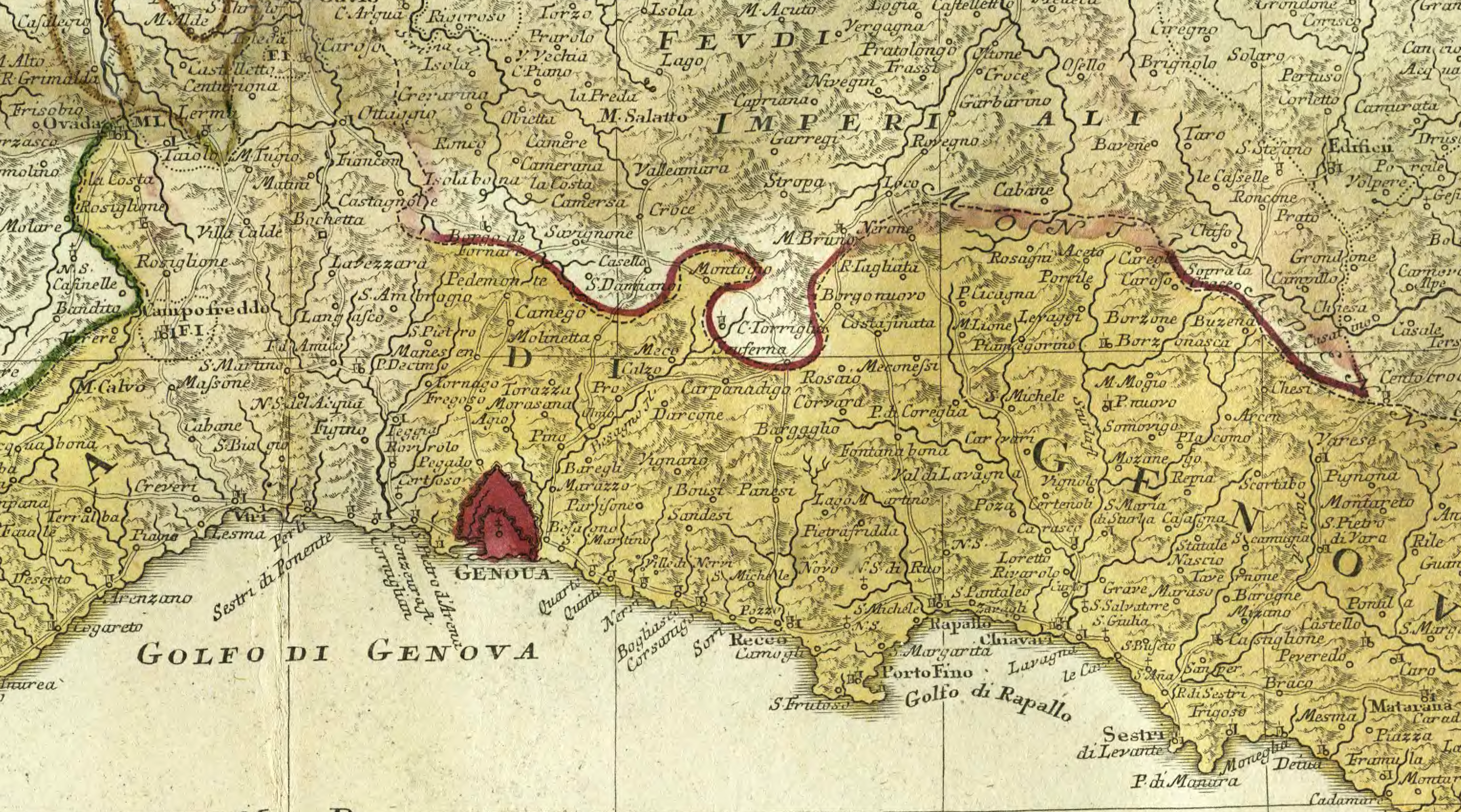
Estratto della Mappa Geographica Statvs Genuensis realizzata da Tobias Mayer nel 1749, rappresentante l'attuale territorio della città metropolitana e i territori immediatamente circostanti.

Con l'istituzione della Repubblica di Genova (XIII secolo) tutto il territorio ad essa assoggettata fu divisa in capitaneati e sottostanti podesterie locali. Parallelamente si assistette, in alcune zone del territorio genovese, alla creazione di signorie (assoggettate o, in altri casi, pure semi indipendenti da Genova) amministrate dalle varie famiglie nobiliari del tempo; tra queste i Fieschi, gli Spinola, i Doria e i Malaspina tra le più conosciute. Divisioni amministrative e giurisdizionali del territorio che in più occasioni portarono pure a scontri tra comunità (talvolta anche confinanti) in favore o contro la dominazione della Superba. Nella zona centrale dell'area metropolitana genovese, di fatto quasi alle spalle di Genova, alcune località aderirono ai Feudi imperiali.

### Dallo stato genovese all'Italia unita

La Provincia di Genova nel Regno di Sardegna (1859).

La storia del territorio genovese rimase pressoché legato ai fatti storici che interessarono lo stato genovese sino alla dominazione francese di Napoleone Bonaparte sul finire del XVIII secolo. Dopo il rapido passaggio del territorio dell'ex Repubblica di Genova nella Repubblica Ligure (1797-1805), e la conseguente annessione di quest'ultimo nel Primo Impero francese, questa area levantina della Liguria fu divisa amministrativamente in due principali dipartimenti (dipartimento di Genova e dipartimento degli Appennini) e sottostanti giurisdizioni, circondari e cantoni secondo il modello statale napoleonico: Genova e Chiavari furono pertanto i "capoluoghi" della provincia in questa fase storica.
Una divisione del territorio che decadde nel corso del 1815 con il passaggio dell'area ligure nel Regno di Sardegna. Il nuovo stato sabaudo smembrò il territorio in due distinte province (Genova e Chiavari) sotto la giurisdizione della VII divisione di Genova.
La Provincia di Genova venne istituita con il dalla legge Rattazzi del 1859; divenne operativa dal 1º marzo 1860 con la nomina a presidente provinciale dell'avvocato Antonio Caveri.

### La nascita della città metropolitana
Il 28 settembre 2014, come stabilito dalla legge istitutiva dell'ente, ci fu la prima elezione a suffragio ristretto del Consiglio metropolitano: gli 815 elettori, composti dai sindaci e dai consiglieri comunali dei 67 comuni compresi nella città metropolitana di Genova, si recarono alle urne per l'elezione dei 18 membri di tale organo. Il sindaco di Genova dell'epoca Marco Doria divenne di diritto anche sindaco metropolitano.
Il 19 dicembre 2014 la Conferenza metropolitana dei sindaci approvò lo statuto definitivo.
Il 1º gennaio 2015 la città metropolitana di Genova prese il posto della disciolta provincia omonima.

### Simboli
In attesa della creazione e deliberazione di un nuovo stemma o logo che rappresenti l'ente, la Città metropolitana di Genova nei documenti ufficiali utilizza ancora lo stemma già in uso per la Provincia di Genova. Analogamente l'ente metropolitano utilizza nelle cerimonie pubbliche e nelle manifestazioni che vedono la presenza del gonfalone il medesimo utilizzato per l'ex provincia genovese, al quale è stata sostituita la dicitura "Provincia di Genova" con "Città metropolitana di Genova". Se pur non citato ufficialmente nello statuto metropolitano (così come in precedenza nello statuto provinciale) vi è de facto quale simbolo di rappresentanza dell'ente pure il vessillo crociato di San Giorgio, già utilizzato nei secoli dalla Repubblica di Genova e (ufficialmente, come statuto comunale) dal Comune di Genova.
Descrizione araldica dello stemma:
(Descrizione araldica dello stemma)
Lo stemma ufficiale, che (a parte la corona) era uguale a quello del capoluogo, venne approvato con l'apposito regio decreto di Vittorio Emanuele II di Savoia datato al 3 marzo del 1872.
Descrizione del gonfalone:
(Descrizione araldica del gonfalone)
Il gonfalone ufficiale venne approvato con l'apposito regio decreto di Vittorio Emanuele III di Savoia datato al 31 gennaio del 1929.

### Onorificenze
Cinque sono i comuni della città metropolitana decorati dalla Presidenza della Repubblica per le sofferenze e sacrifici subiti nella seconda guerra mondiale: Genova (medaglia d'oro al valor militare nel 1947), Recco (medaglia d'oro al merito civile nel 1992), Ronco Scrivia (medaglia di bronzo al merito civile nel 1995), Zoagli (medaglia di bronzo al merito civile nel 2005) e Lavagna (medaglia d'argento al merito civile nel 2012).

## Monumenti e luoghi d'interesse

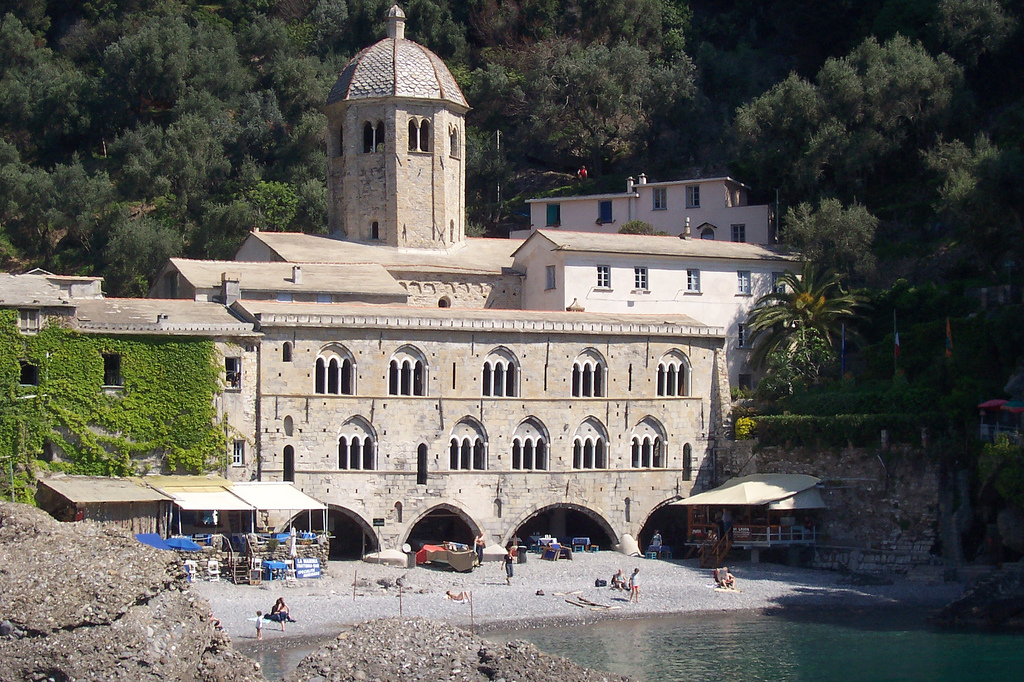
Il complesso abbaziale di San Fruttuoso di Camogli

### Architetture militari
Lungo il territorio metropolitano, da Cogoleto a Moneglia passando per le valli genovesi, numerose sono le postazioni difensive e residenziali erette principalmente dalla Repubblica di Genova e dalle famiglie nobiliari locali. Nei secoli successivi furono gli eventi storici a portare per alcuni castelli assedi, ampliamenti, ricostruzioni, conversioni ad usi statali o residenze private, se non addirittura la demolizione totale.
Tra i più visitati e conosciuti vi sono i forti di Genova e il castello della Pietra di Vobbia nel parco naturale regionale dell'Antola.

## Società

### Etnie e minoranze straniere
Secondo i dati Istat al 31 dicembre 2015 i cittadini stranieri residenti nel territorio metropolitano erano 70.752, pari all'8,28% dell'allora popolazione provinciale.
Escludendo Genova (54.152), il comune con il più alto numero di stranieri residenti è Rapallo (3.089), mentre Rovegno si conferma l'ente comunale dove la percentuale di residenti stranieri, rispetto alla popolazione italiana, è più alta con il dato del 14,80%. Fascia e Rondanina sono gli unici comuni del territorio provinciale dove non vi sono registrate presenze straniere.

### Lingue e dialetti
Come ogni regione d'Italia anche la Liguria e quindi i suoi territori metropolitani e provinciali hanno adottato nei secoli una propria lingua ed espressioni locali.
Nella provincia il dialetto principale è tipicamente quello genovese della lingua ligure, con le sue innumerevoli varianti locali diffuse lungo tutto il tratto costiero che da Savona giunge ai dintorni di Rapallo e nell'alta valle Scrivia; anche le parlate del Tigullio orientale (zone del chiavarese e del sestrese) e della val Trebbia, pur presentando proprie peculiarità fonetiche e lessicali, appaiono ancora fortemente improntate al modello genovese.
Una rilevante eccezione, rispetto a questo panorama linguistico-dialettologico, è quella che si riscontra nell'estremo nord-ovest della città metropolitana (valle Stura e versante sud-orientale della val d'Orba), i cui dialetti si ricollegano a quelli dell'entroterra padano savonese e a quelli dell'Ovadese (dialetti bormidese, sassellese e dialetti orbaschi), ossia a quelle parlate, caratteristiche dell'Oltregiogo occidentale, che pur essendo di tipo prettamente ligure, presentano alcuni aspetti (soprattutto sotto il profilo sintattico-grammaticale) che le avvicinano ai dialetti di tipo piemontese delle Langhe e del Monferrato, mentre dal punto di vista fonetico e lessicale appaiono più prossime ai dialetti della media ed estrema Riviera di Ponente che a quelli del settore centrale e orientale del golfo di Genova.
Si tratta comunque di affinità dovute non a contatti o influenze dirette dell'area intemelia, imperiese ed ingauna, ma ad una serie di tratti "conservativi" che accomunano tutte le parlate della Liguria occidentale e dell'entroterra padano ligure, fino all'altezza del passo del Turchino.

### Religione
La religione prevalente è il cattolicesimo; la città metropolitana è divisa tra l'arcidiocesi di Genova e le diocesi di Acqui, Chiavari, Piacenza-Bobbio, Savona-Noli e Tortona.
| Diocesi         | Comuni | Regione ecclesiastica |
| --------------- | --- | --------------------- |
| Genova          | Arenzano, Avegno, Bargagli, Bogliasco, Busalla, Camogli, Campomorone, Ceranesi, Davagna, Genova, Isola del Cantone, Mele, Mignanego, Montoggio, Pieve Ligure, Recco, Ronco Scrivia, Sant'Olcese, Sori, Uscio, Valbrevenna                                                                               | Liguria               |
| Acqui           | Campo Ligure, Masone, Rossiglione, Tiglieto | Piemonte              |
| Chiavari        | Borzonasca, Carasco, Castiglione Chiavarese, Casarza Ligure, Cicagna, Cogorno, Coreglia Ligure, Chiavari, Favale di Malvaro, Lavagna, Leivi, Lumarzo, Lorsica, Moconesi, Moneglia, Mezzanego, Ne, Orero, Portofino, Rapallo, San Colombano Certenoli, Santa Margherita Ligure, Sestri Levante, Tribogna | Liguria               |
| Piacenza-Bobbio | Fontanigorda, Gorreto, Rezzoaglio, Rovegno, Santo Stefano d'Aveto | Emilia-Romagna        |
| Savona-Noli     | Cogoleto | Liguria               |
| Tortona         | Casella, Crocefieschi, Isola del Cantone, Fascia, Montebruno, Propata, Rondanina, Ronco Scrivia, Savignone, Torriglia, Valbrevenna | Liguria               |

## Cultura

### Istruzione

#### Musei

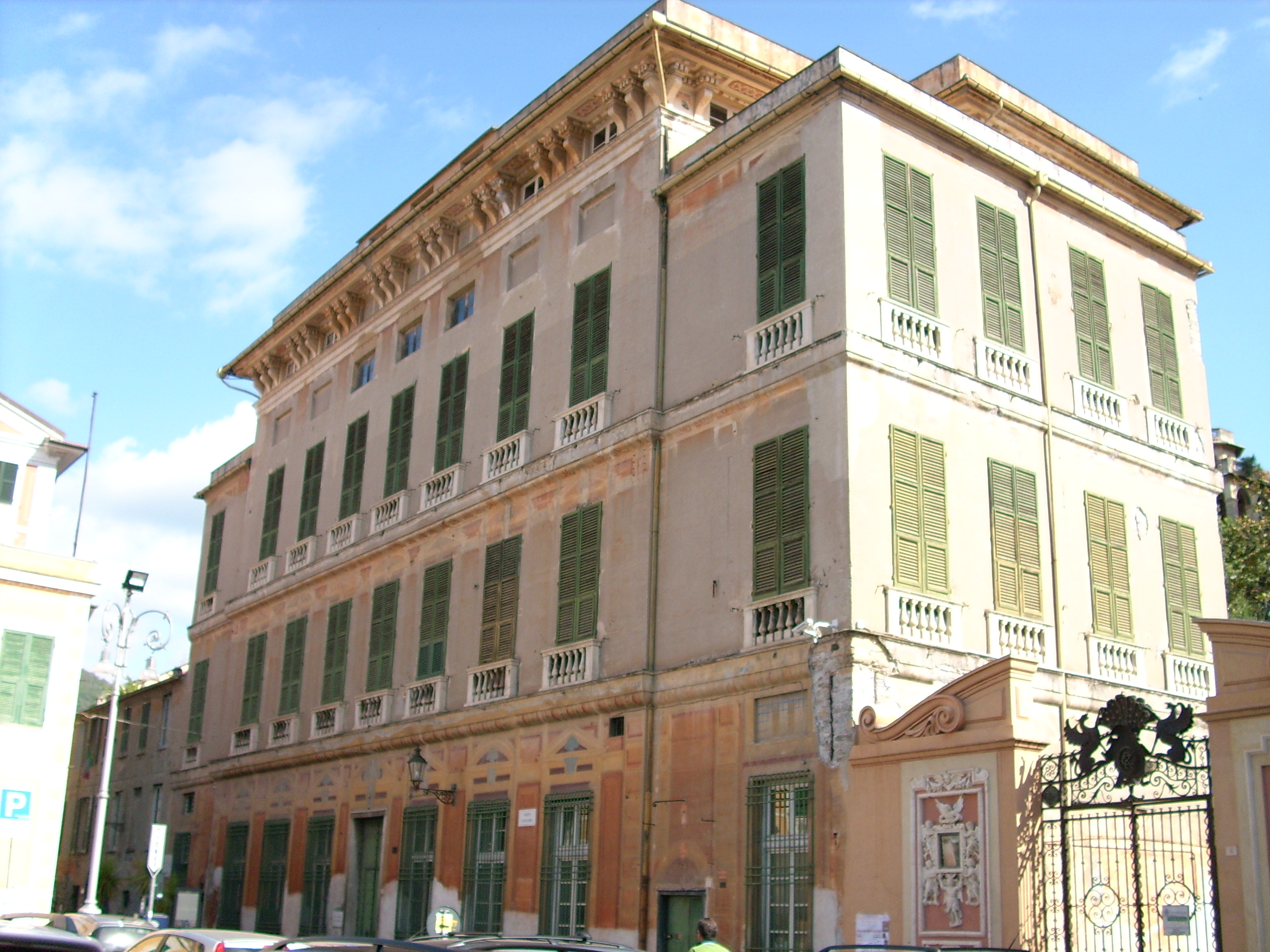
Il polo museale di palazzo Rocca a Chiavari

Il territorio metropolitano offre un buon numero di siti museali. Nella zona di ponente il museo contadino di Sciarborasca a Cogoleto, il museo vivo delle tecnologie per l'ambiente (Muvita) ad Arenzano e un museo dedicato all'importante produzione e lavorazione della carta a Mele. Alla filigrana è dedicato uno spazio museale a Campo Ligure, alla lavorazione del ferro a Masone e agli oggetti "di un tempo" in una sala del museo Passatempo di Rossiglione. Nella zona del val Polcevera, nel solo comune di Campomorone, sono presenti tre musei: della Croce Rossa Italiana, delle marionette e di paleontologia e mineralogia.
Al territorio e alla storia dell'alta valle Scrivia sono dedicati l'ecomuseo di Busalla, la sezione etnologica di Valbrevenna, quella archeologica a Savignone (dove è presente anche il museo degli Alpini) e infine storica a Montoggio; a Crocefieschi è visitabile il museo paleontologico. Stessa configurazione museale ed espositiva per i comuni dell'alta val Trebbia genovese: il museo del Sacro e della cultura contadina a Montebruno, della flora e della fauna del parco dell'Antola a Rondanina e del partigiano a Propata.
Verso levante il museo dell'orologio ad Uscio e delle campane ad Avegno, il museo marinaro "Gio Bono Ferrari" e archeologico a Camogli, il polo museale a villa Durazzo di Santa Margherita Ligure, il museo del merletto, "Attilio e Cleofe Gaffoglio e contadino a Rapallo e sei musei civici di Chiavari: il museo della Società Economica di Chiavari, il museo archeologico, il museo diocesano di arte sacra, il museo storico del Risorgimento, il museo di fisica e meteo-sismologia, la civica galleria di palazzo Rocca e la quadreria della Società Economica di Chiavari.
Nella zona della val Fontanabuona i musei di Cicagna dedicati alla valle e alla tipica lavorazione dell'ardesia (Ecomuseo, archeologico ed espositivo), il museo dell'emigrante a Favale di Malvaro, a San Colombano Certenoli lo spazio dedicato alla marineria, del giocattolo a Moconesi e dei damaschi a Lorsica. A Castiglione Chiavarese e a Santo Stefano d'Aveto gli ecomusei dedicati alla cultura contadina della val Petronio e della val d'Aveto; la miniera di Gambatesa a Ne in val Graveglia.

### Cucina

#### Gastronomia
La cucina genovese prende spunto per la maggior parte delle sue ricette dalla cucina ligure, unione culinaria tra i piatti di mare con i prodotti della terra.
Tuttavia piatti apparentemente semplici erano esaltati nei loro sapori dall'uso delle numerose erbe aromatiche come rosmarino, timo, ecc., che crescono spontaneamente su tutto il territorio metropolitano, tipiche della macchia mediterranea.

Tra i prodotti locali di grande pregio c'è sicuramente l'olio di oliva, base e condimento dei principali piatti della gastronomia genovese. Nella tabella successiva sono elencati alcuni piatti tipici che si possono trovare nella città metropolitana. 
| Antipasti                      | Primi piatti                          | Secondi piatti                            | Prodotti da forno         | Dolci                        |
| ------------------------------ | ------------------------------------- | ----------------------------------------- | ------------------------- | ---------------------------- |
| Focaccette al formaggio        | Corzetti                              | Coniglio alla genovese con le olive       | Farinata                  | Pandolce                     |
| Panissa (fritta o in insalata) | Pansoti conditi con la Salsa di noci  | Stoccafisso in umido con patate           | Farinata di zucca         | Biscotti del Lagaccio        |
| Acciughe sotto sale            | Ravioli                               | Sgombro con piselli                       | Focaccia genovese         | Canestrello o canestrelletto |
| Pasta d'acciughe               | Minestrone alla genovese              | Acciughe al forno con patate              | Focaccia col formaggio    | Gobeletti o Cobeletti        |
| Cundigiun                      | Trenette al pesto o linguine al pesto | Polpo con patate                          | Polpettone di melanzane   | Pinolata della Val d'Aveto   |
|                                | Trofie o Trofiette al pesto           | Cappon magro                              | Baciocca                  | Latte fritto                 |
|                                |                                       | Ciuppìn                                   | Torta Pasqualina          | Focaccia dolce               |
|                                |                                       | Capponadda                                | Torte (bietole o di riso) | Sacripantina                 |
|                                |                                       | frittura di bianchetti                    | Micotti                   |                              |
|                                |                                       | Bagnùn d'acciughe                         |                           |                              |
|                                |                                       | Cima alla genovese                        |                           |                              |
|                                |                                       | Trippa alla genovese con patate e fagioli |                           |                              |
|                                |                                       | Verdure ripiene al forno                  |                           |                              |

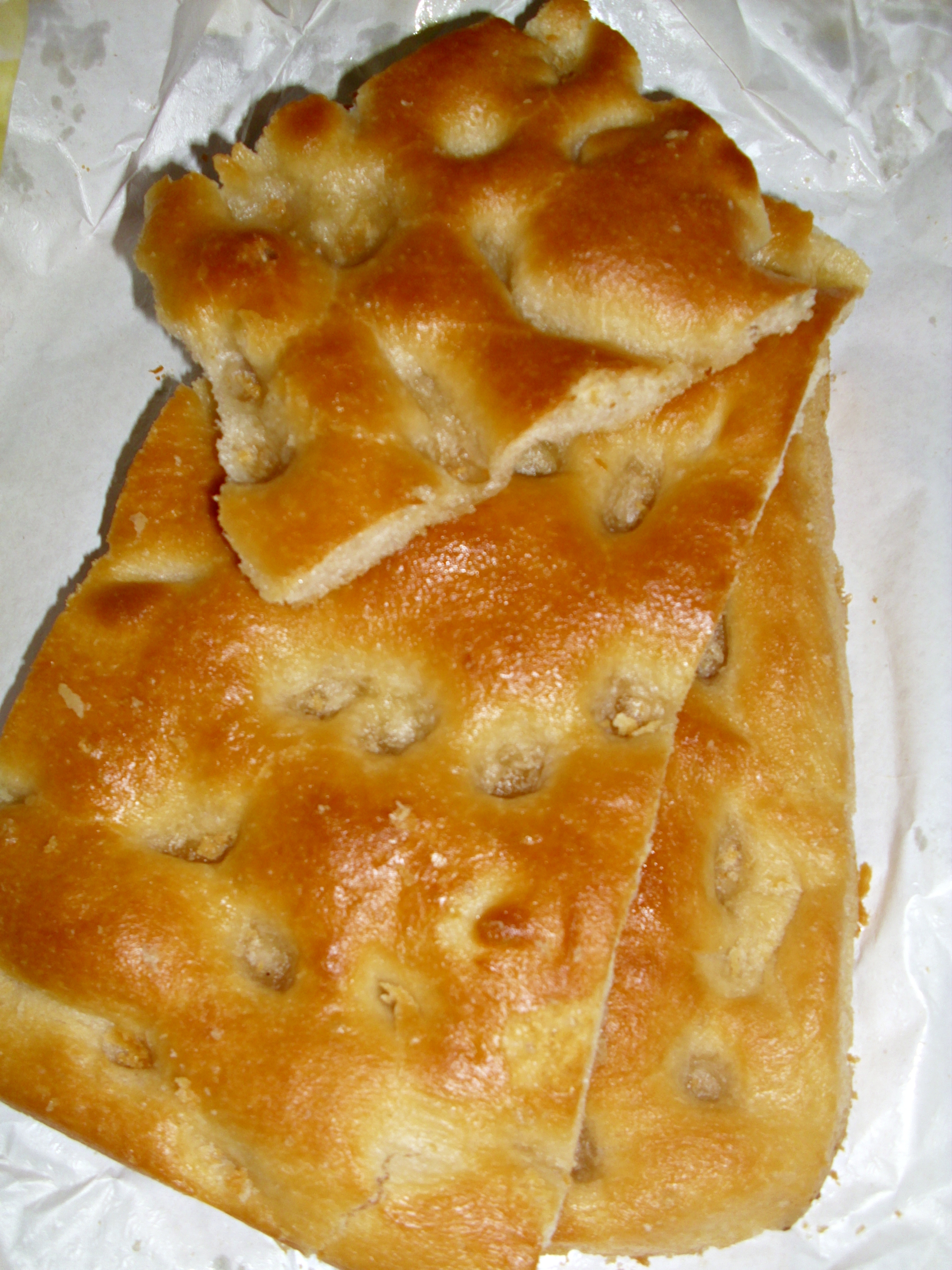
Focaccia genovese

Tra i prodotti tipici locali vi sono:
| Carne e salumi - la coppa (val d'Aveto e val Graveglia) - la mostardella di Sant'Olcese - la pancetta (val d'Aveto e val Graveglia) - il salame con i lardelli (val d'Aveto e val Graveglia) - il salame genovese di Serra Riccò e Sant'Olcese - la salsiccia ligure - il sanguinaccio - la soppressata - la zerarìa (valle Stura) | Formaggi - il formaggio de San Ste' (Santo Stefano d'Aveto e Rezzoaglio) - la prescinsêua o quagliata ligure - il sarasso (val d'Aveto) | Frutta - le castagne secche - le nocciole (valle Sturla, val Graveglia, val Fontanabuona) |

#### Vini
La città metropolitana di Genova ha un'antica tradizione vinicola, soprattutto nella zona di Sestri Levante e nel Tigullio.
Le principali produzioni vinicole del territorio metropolitano sono il Bianchetta Genovese, il Moscato bianco, il Vermentino e il Ciliegiolo. Maggiormente diffusi tra il confine della Riviera di Ponente con la Riviera di Levante erano il Pigato e il Rossese.

## Economia

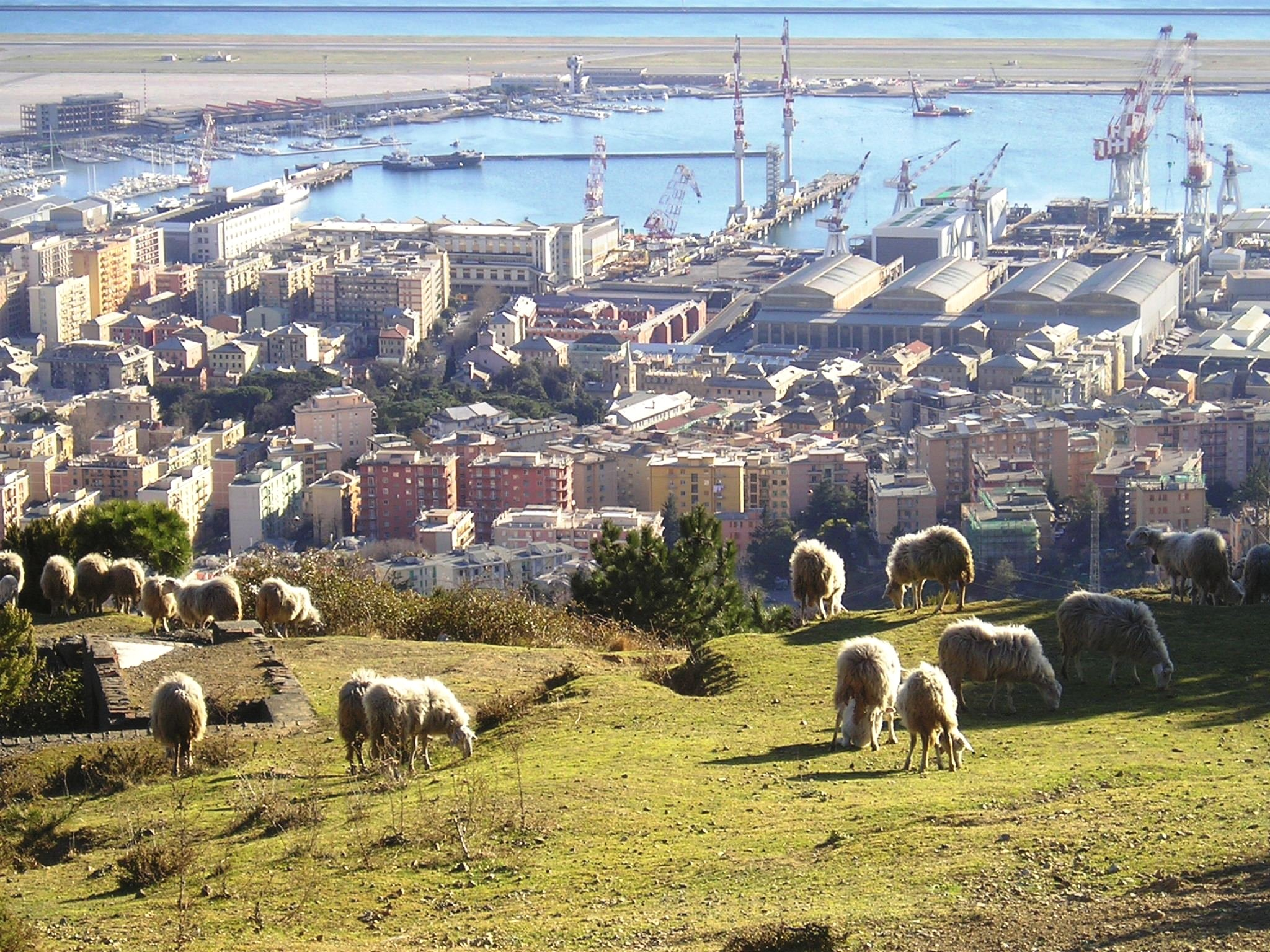
Pascolo sul monte Gazzo, con vista sullo stabilimento della Fincantieri e sull'aeroporto di Genova-Sestri.

### Agricoltura, allevamento ed industria

#### Produzioni agricole
L'agricoltura della città metropolitana genovese trova sviluppo soprattutto nelle vallate adiacenti alle grandi città costiere della riviera. Grazie all'abile arte della costruzione dei muri a secco, grazie ai quali si era costituito il tipico terrazzamento ligure, le colline sono state ampiamente sfruttate dai coltivatori genovesi.
L'agricoltura prevede per la maggior parte una produzione ortofrutticola (tradizionale), viticoltura (Moscato bianco, il Ciliegiolo, la Bianchetta Genovese e Vermentino), olivicoltura (specie nelle zone di Leivi, Lavagna e Sestri Levante) e alberi da frutta (limoni, pesche, albicocche).

#### Pesca e allevamento

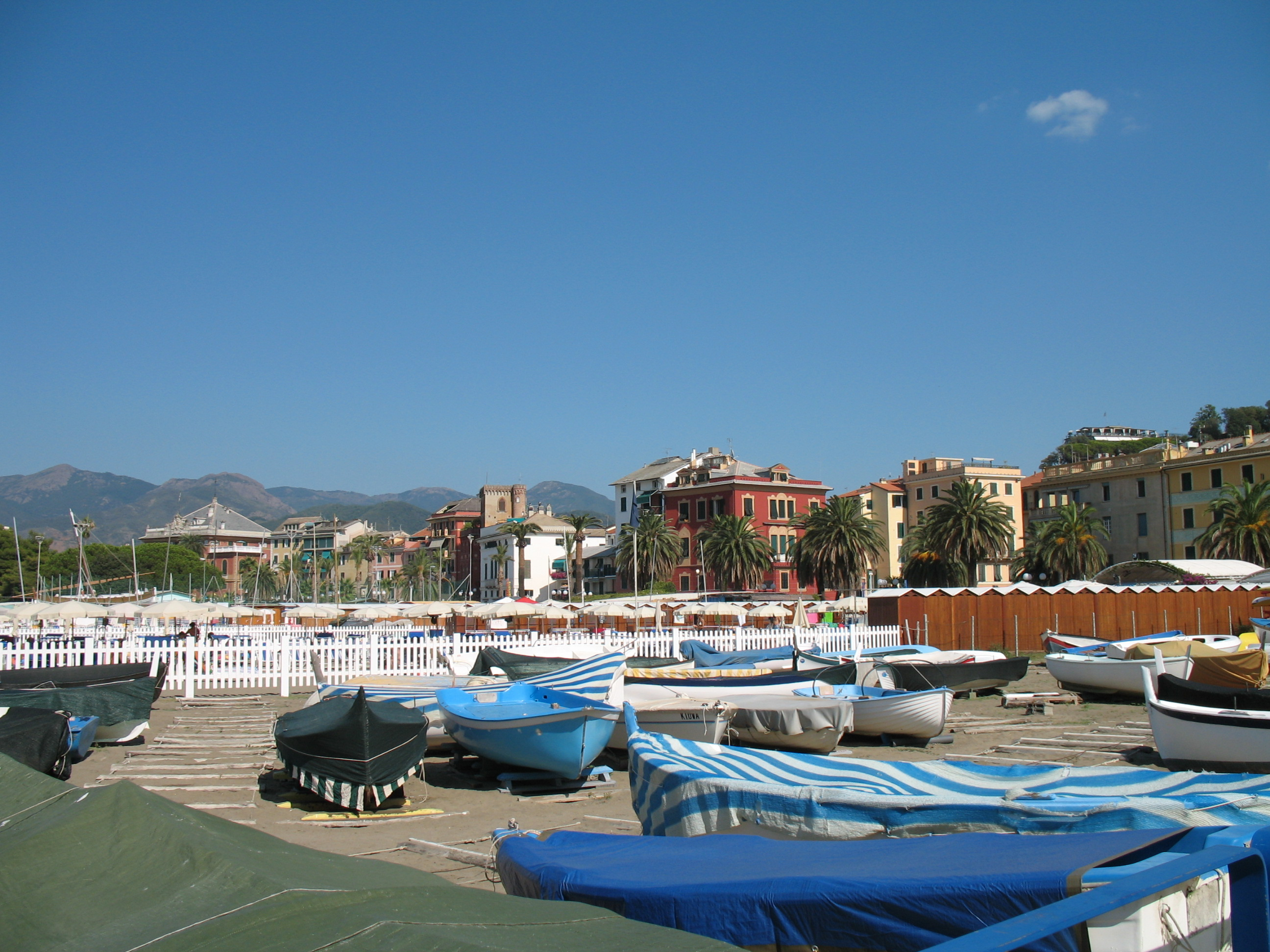
Imbarcazioni e gozzi sulla spiaggia di Sestri Levante

L'attività della pesca è assai antica e molto radicata nel tempo, soprattutto nei borghi marinari. Se nei secoli passati era di consuetudine intraprendere la "via marinara", la quale contribuiva molto all'economia del borgo, dalla metà del Novecento questa attività è quasi del tutto scomparsa in favore di un'economia di sostentamento più legata al turismo e alla ricezione, specie nei comuni costieri più grandi. Tuttavia, in alcuni centri costieri come Camogli, Santa Margherita Ligure e Sestri Levante la pesca è riuscita a mantenersi inalterata nel tempo: difatti il maggiore traffico del pescato proviene da codeste città.
Tra i maggiori mercati ittici, oltre a quello nel capoluogo ligure, meritano citazione quelli di Camogli e Sestri Levante che con un efficiente sistema di scambi commerciali raggiungono ogni località costiera, ma soprattutto montana.

Le maggiori concentrazioni dell'allevamento del bestiame sono quasi esclusivamente in val d'Aveto, dove è praticato il pascolo di bovini, caprini e ovini. Dall'attività vengono ricavati prodotti caseari o carne, esportati in tutta il territorio metropolitano e oltre confine. 

#### Approvvigionamento idrico

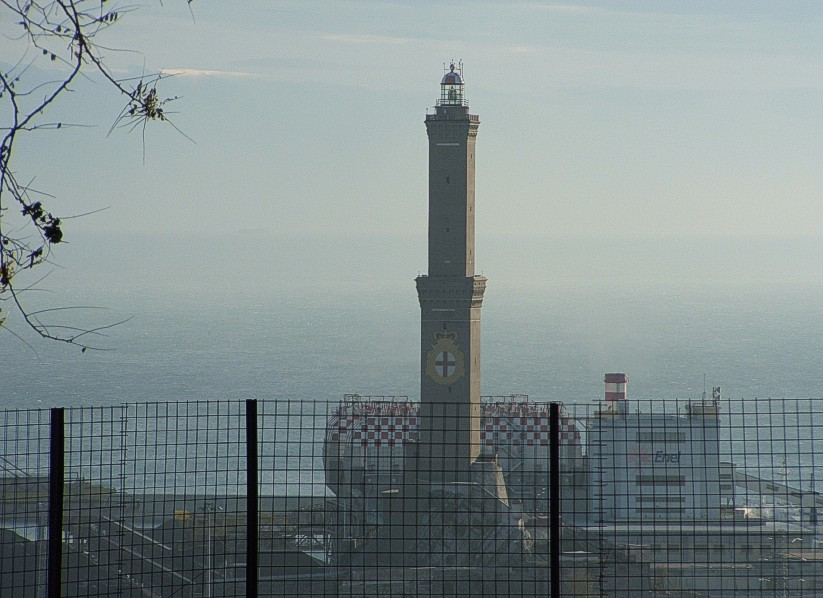
La centrale Enel presso la Lanterna di Genova

Secondo alcune stime, il fabbisogno idrico dell'allora provincia era reperito dalle seguenti risorse e con la seguente quota:
| Risorsa idrica Tipologia | Totale Regione mc/anno | Totale Provincia mc/anno | % su Totale Reg. % |
| ------------------------ | ---------------------- | ------------------------ | ------------------ |
| Sorgenti                 | 44.076.907             | 2.644.614                | 6,00               |
| Falda drenante           | 900.000                | 0                        | 0,00               |
| Bacini                   | 63.943.799             | 29.030.485               | 45,4               |
| Fiumi                    | 41.664.743             | 9.082.914                | 21,8               |
| Pozzi                    | 86.238.911             | 64.592.944               | 74,90              |
| Risorse extraregionali   | 7.342.427              |                          |                    |
| Totale                   | 244.166.787            | 105.350.957              | 43,1               |

Si noti come la maggior parte degli approvvigionamenti provenga da pozzi e bacini, ad indicare la particolare ricchezza di falde sotterranee (non drenanti) di cui è dotato il territorio.
La qualità e la potabilità dell'acqua di tale provenienza è costantemente monitorata (ASL, ARPAL).

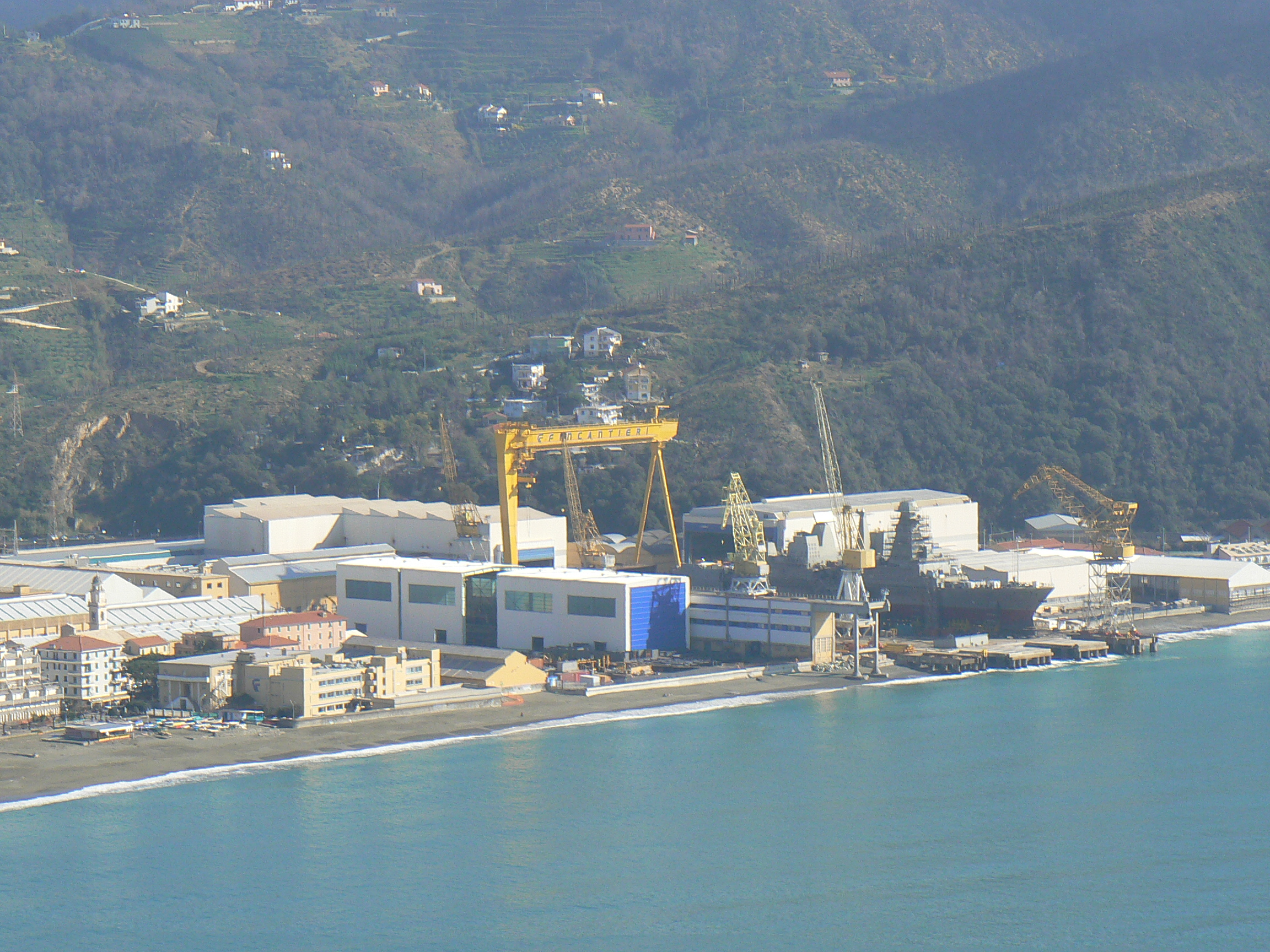
I cantieri navali della Fincantieri a Riva Trigoso

#### Industria
Le attività industriali sono per lo più concentrate a Genova, dove trovavano spazio grandi industrie come Ansaldo, Leonardo-Finmeccanica e cantieri navali come la Fincantieri. Nel resto della città metropolitana sono diffusi, specie nel Tigullio, industrie nel settore navale (Lavagna, Sestri Levante e Riva Trigoso), anche se una forte crisi commerciale degli ultimi anni antecedenti la soppressione (legata soprattutto alla notevole concorrenza europea) ha creato disagi e mobilitazioni nelle maggiori industrie del settore. Sul territorio città metropolitano insistono inoltre piccole e medie attività industriali ed artigianali.
Nei comuni montani, maggiormente in val Fontanabuona, è ancora fiorente e redditizia l'estrazione e la lavorazione dell'ardesia, chiamata "la pietra nera", esportando prodotti (tra i più richiesti i biliardi) in tutta Italia ed in Europa conquistando quasi interamente il settore ardesiaco. Altre attività presenti nelle vallate genovesi sono dedite alle lavorazioni della plastica, del legno e della carta.

#### Energia
Il territorio genovese è dotato di un impianto di produzione di energia elettrica: la centrale elettrica dell'Enel, adiacente alla Lanterna di Genova.

### Turismo

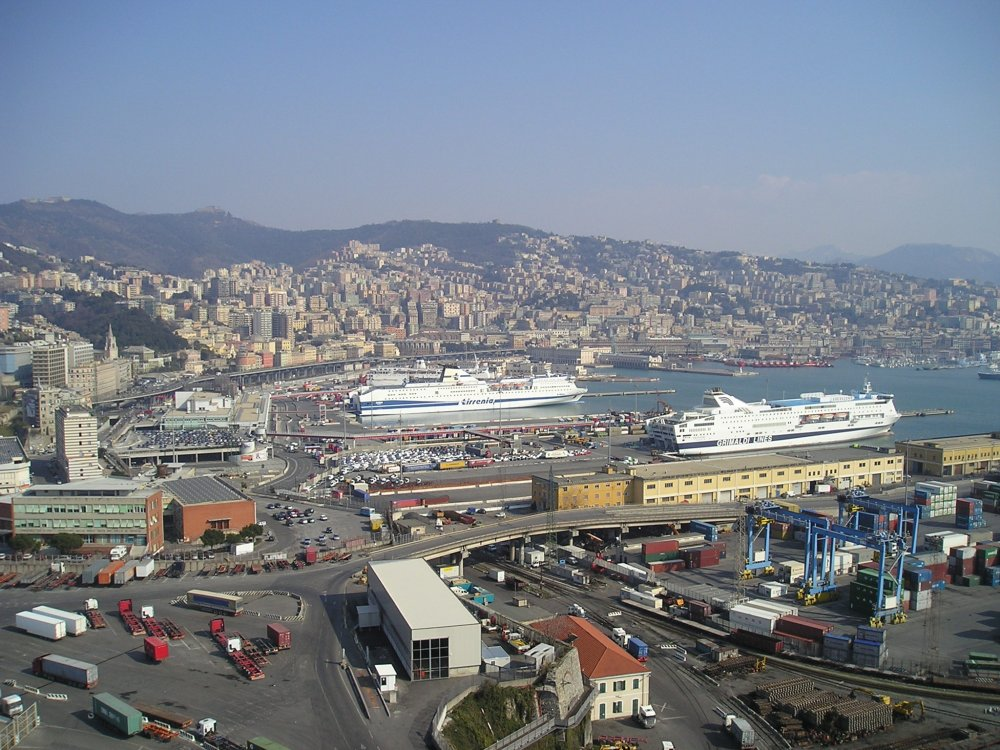
Panorama di Genova con il suo porto

Il nucleo metropolitano, esclusa la città capoluogo, basa principalmente la sua economia sul turismo nazionale e straniero. La città metropolitana, con Genova in primis, offre al turista migliaia di opportunità e scelte con canali diversi. Durante la stagione estiva i comuni rivieraschi si alternano con spettacoli musicali, culturali e cabaret, registrando ogni anno ampi consensi dai turisti vacanzieri. Anche i comuni dell'entroterra o montani stanno riscoprendo il turismo, grazie alle molteplici feste, fiere e sagre organizzate proprio durante la bella stagione, uscendo da una sorta di isolamento territoriale.
Anche la cultura è fonte di turismo: mostre, rassegne teatrali e convegni contribuiscono a valorizzare il territorio e le culture locali. Le seconde case sono, specie per le città sulla costa, un motivo diffuso di permanenza di turisti, soprattutto italiani.

#### Il capoluogo
Genova, capoluogo regionale e metropolitano, sesta città italiana per popolazione, ha un'economia (la quarta in Italia) che, dopo decenni di forte industrializzazione, sta covertendosi al settore terziario e a quello avanzato. Ha un grande porto, uno dei maggiori in Italia ed in Europa, con notevoli traffici, commerciali e turistici. Negli ultimi anni sta qualificandosi come città d'arte, con una crescita importante nel settore del turismo. Offre molte attrazioni, tra cui il famoso acquario di Genova, dove ogni anno si registrano migliaia di presenze italiane e straniere. Il centro storico, uno dei più estesi d'Europa, attira molti turisti incuriositi da questa parte della città formata da stretti vicoli e carrugi. Eventi e manifestazioni si svolgono tutto l'anno, basti ricordare i suoi musei e le gallerie d'arte, qualificando Genova una delle città più importanti del Nord d'Italia.

#### Le vallate

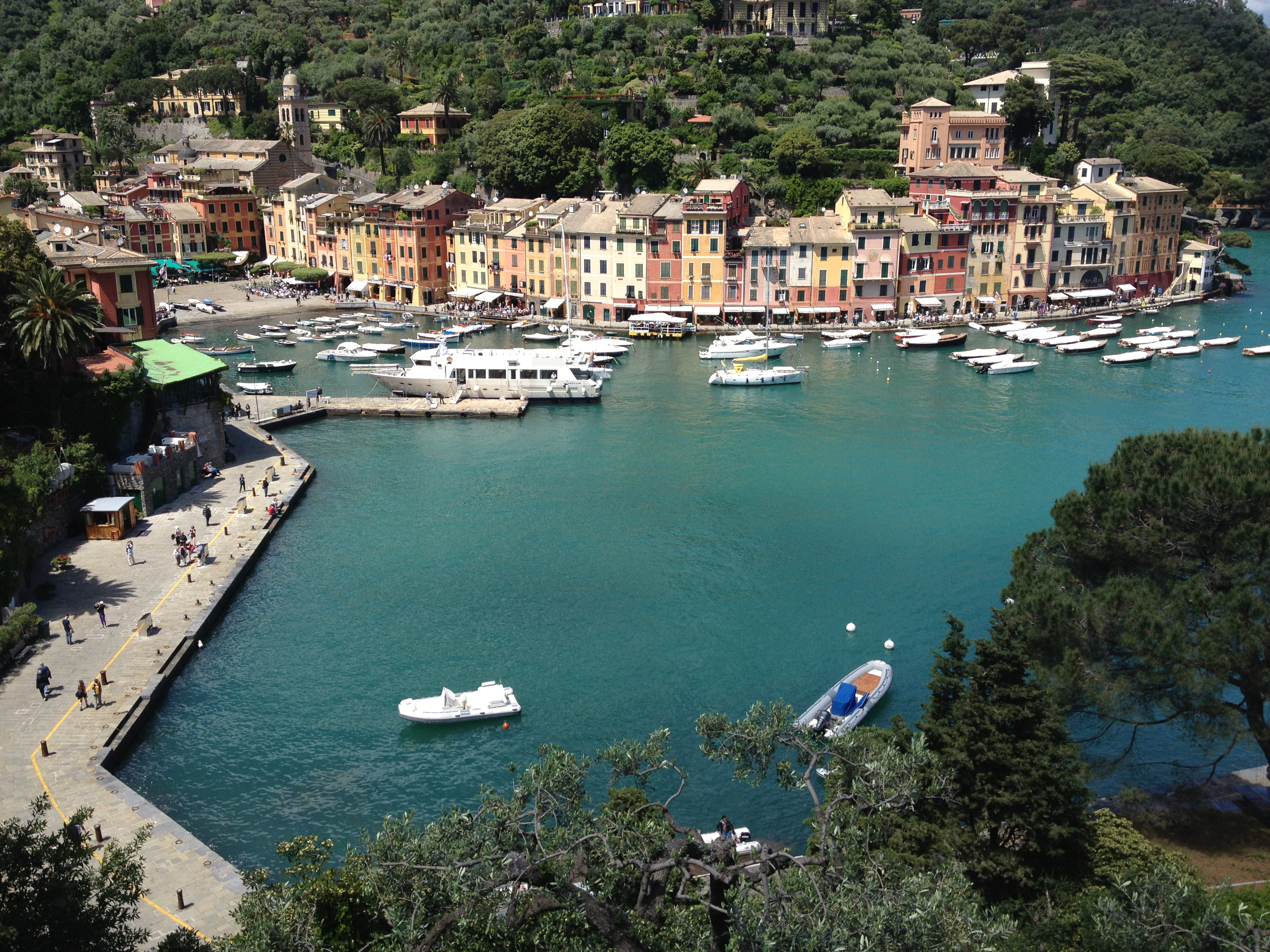
La baia di Portofino

La città metropolitana, oltre ai suoi comuni costieri del Golfo Paradiso e Tigullio, offre ampie opportunità turistiche anche nelle sue vallate collinari e montane. In val d'Aveto, nel periodo invernale, impianti sciistici nel comune di Santo Stefano d'Aveto sono meta di turisti vacanzieri provenienti dal comprensorio genovese, piacentino e parmense. Le altre valli provinciali, come ad esempio la val Fontanabuona, sono maggiormente dedite all'economia industriale. In zona sono presenti numerose cave di ardesia, che offrono nel lavoro di estrazione sostentamento alle famiglie della vallata. Nonostante la forte concorrenza, maggiormente dalla Cina, l'ardesia estratta dalle cave fontanine viene progressivamente esportata nell'intero territorio nazionale ed europeo.

#### Il mare
I comuni della città metropolitana che si affacciano sulla costa della Riviera di Levante o in quella di Ponente (nel caso di Cogoleto ed Arenzano) sono sedici. Ovviamente tutti i comuni puntano la propria attività economica sul turismo vacanziero, specie nel periodo estivo, grazie alla presenza dei numerosi stabilimenti balneari. Tra le località maggiormente frequentate risultano Cogoleto ed Arenzano nella Riviera di Ponente; Recco e Camogli nel Golfo Paradiso; Portofino, Santa Margherita Ligure (e la baia di Paraggi), Rapallo (maggiormente nella frazione marinara di San Michele di Pagana) e Zoagli nel Tigullio Occidentale; Chiavari, Lavagna (soprattutto la località marina Cavi di Lavagna) e Sestri Levante, Moneglia nel Tigullio Orientale.
Da molti anni è possibile sfruttare servizi di traghetto e motonave che trasportano i turisti dalla dal capoluogo genovese alle località della riviera ligure del Golfo Paradiso, del Tigullio e, verso levante, fino alle Cinque Terre nello spezzino.

## Infrastrutture e trasporti

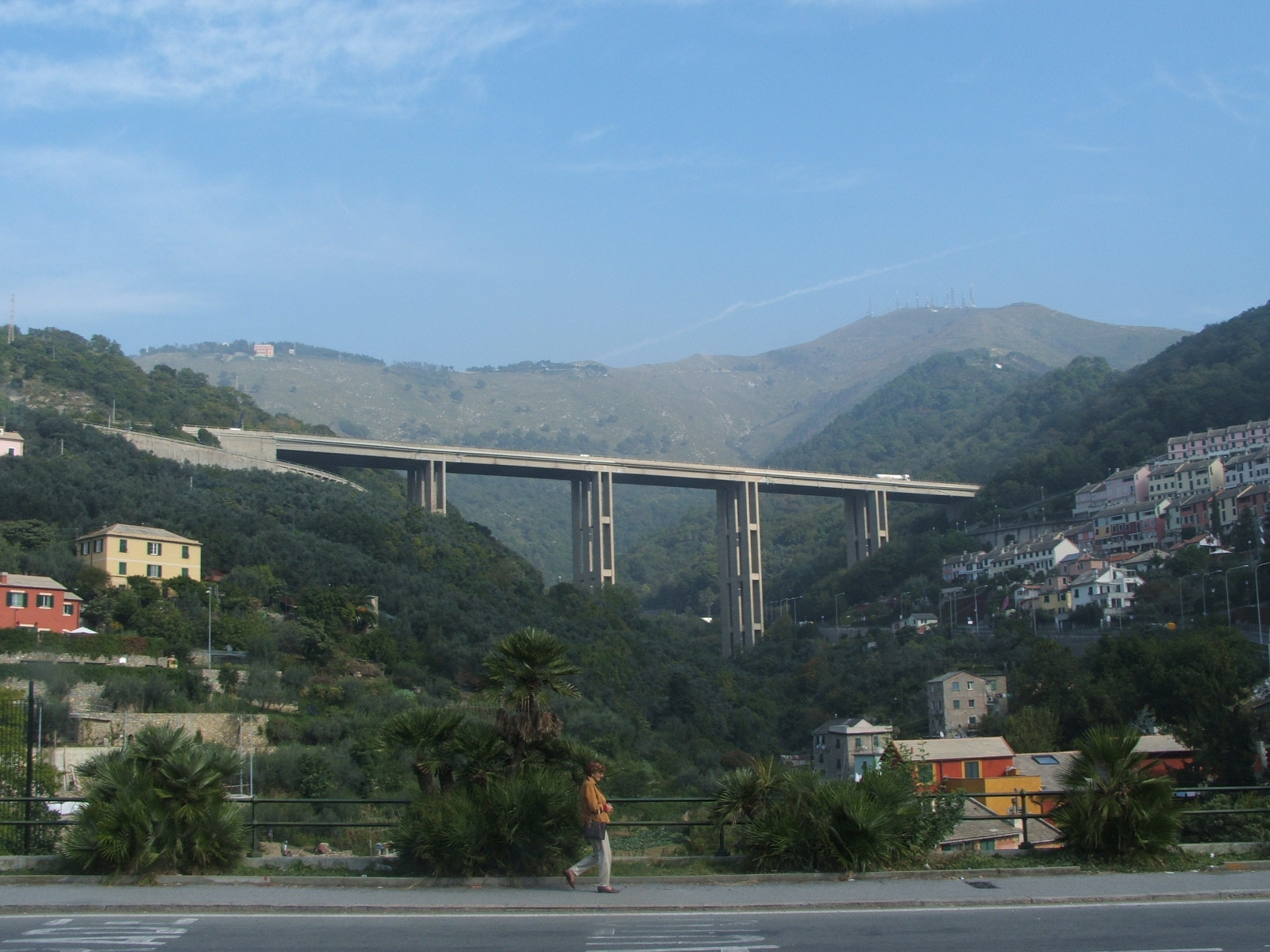
Viadotto autostradale sulla autostrada A12 nei pressi di Nervi

### Strade

#### Autostrade
La città metropolitana è attraversata da quattro autostrade delle sei arterie presenti nel territorio regionale. Da ovest verso est l'autostrada A10 - detta anche "dei Fiori" - permette il collegamento diretto di Genova, Savona con Ventimiglia, quest'ultima "città di confine" tra Italia e Francia.
L'autostrada A26 - detta "dei Trafori" - collega il capoluogo ligure con la provincia di Alessandria, dopo il raccordo con l'autostrada A21 nello svincolo di Ovada. Importante tratto autostradale è l'autostrada A7 - "la Serravalle" o detta anche "la Camionale" - collegante le due regioni Lombardia e Liguria passando per un tratto in territorio piemontese.
Verso est e quindi verso i confini amministrativi con la provincia spezzina l'autostrada A12 scorre nel tratto della riviera di Levante, collegando la città di Genova con Livorno (Rosignano Marittimo), attraversando le località turistiche della fascia costiera.

#### Statali e provinciali - metropolitane
Le strade metropolitane (che, nonostante la soppressione della Provincia di Genova dal 1º gennaio 2015, ancora mantengono la denominazione di "strade provinciali") permettono principalmente il collegamento dell'entroterra con i comuni costieri. Lo sviluppo complessivo della rete viaria metropolitana ammonta a 1125,265 km. Le città di Genova, Busalla e Chiavari sono le principali "porte di accesso" dei piccoli comuni valligiani e dell'entroterra dell'Appennino ligure.
Nell'agosto del 2018 alcuni tratti viari di competenza della Città metropolitana di Genova sono passati alla gestione diretta dell'ANAS.
Strade statali
- SS 1 Via Aurelia da Cogoleto a Moneglia
- SS 35 dei Giovi da Mignanego a Isola del Cantone
- SS 45 di Val Trebbia da Genova a Gorreto
- SS 225 della Fotanabuona da Orero a Bargagli
- SS 226 di Valle Scrivia da Torriglia a Busalla
- SS 456 del Turchino da Rossiglione a Mele
- SS 523 del Colle di Cento Croci da Castiglione Chiavarese a Sestri Levante
- SS 586 della Valle dell'Aveto da Rezzoaglio a Carasco
- SS 654 di Val Nure da Santo Stefano d'Aveto a Rezzoaglio

Strade provinciali - metropolitane
- SP 2 di Sant'Olcese da Sant'Olcese a Casella
- SP 3 di Crocetta d'Orero da Serra Riccò a Casella
- SP 4 dei Piani di Praglia da Ceranesi a Campomorone
- SP 5 della Bocchetta
- SP 6 di Isoverde (Campomorone)
- SP 7 della Castagnola da Voltaggio a Borgo Fornari
- SP 8 di Vobbia da Isola del Cantone a Vobbia
- SP 9 di Crocefieschi da Busalla a Vobbia
- SP 10 di Savignone
- SP 11 di Valbrevenna da Casella a Valbrevenna
- SP 12 di Nenno da Valbrevenna a Crocefieschi
- SP 13 di Creto da Genova a Montoggio
- SP 14 di Davagna da Genova a Davagna
- SP 15 del Brugneto da Torriglia a Montebruno
- SP 16 di Casa del Romano da Fascia a Gorreto
- SP 17 di Fontanigorda da Rovegno a Fontanigorda
- SP 18 di Rovegno da Rovegno a Fontanigorda
- SP 19 di Lumarzo da Lumarzo a Uscio
- SP 20 di San Marco d'Urri da Neirone a Torriglia
- SP 21 di Neirone da Moconesi a Torriglia
- SP 22 di Tribogna da Tribogna a Moconesi
- SP 23 della Scoglina da Cicagna a Favale di Malvaro
- SP 24 di Lorsica
- SP 25 di Orero da Orero a Cicagna
- SP 26 della Val Graveglia da Carasco a Ne
- SP 26 bis di Valmogliana da Mezzanego a Borzonasca
- SP 27 di Cassego da Mezzanego a Borzonasca
- SP 28 di Pievetta (Santo Stefano d'Aveto)
- SP 29 di Pieve Ligure Alta (Pieve Ligure)
- SP 30 di Camogli da Recco a Camogli
- SP 31 di San Martino di Noceto da Camogli a Rapallo
- SP 32 di Leivi da Leivi a San Colombano Certenoli
- SP 33 di San Salvatore da Cogorno a Carasco
- SP 34 di Cogorno da Lavagna a Cogorno
- SP 36 di Carro da Castiglione Chiavarese a Carro
- SP 37 di Semovigo (Mezzanego)
- SP 38 di Novano (Casarza Ligure)
- SP 39 di Santa Margherita Ligure
- SP 40 di Velva (Castiglione Chiavarese)
- SP 41 di Tiglieto da Rossiglione a Tiglieto
- SP 42 di Romaggi da San Colombano Certenoli a Carasco
- SP 43 di Torazza da Sant'Olcese a Genova
- SP 44 di Santa Vittoria di Libiola da Sestri Levante a Casarza Ligure
- SP 45 di Santa Giulia (Lavagna)
- SP 46 di Montessoro (Isola del Cantone)
- SP 47 del Santuario di Nostra Signora della Vittoria da Savignone a Mignanego
- SP 48 del Fregarolo da Montebruno a Rezzoaglio
- SP 49 di Sopralacroce (Borzonasca)
- SP 50 di Santo Stefano di Larvego da Campomorone a Ceranesi
- SP 51 di Livellato (Ceranesi)
- SP 52 del Santuario di Nostra Signora della Guardia (Ceranesi)
- SP 53 di Bastia da Busalla a Ronco Scrivia
- SP 55 di Moneglia
- SP 56 di Barbagelata da Montebruno a Rezzoaglio
- SP 58 della Crocetta da Orero a Rapallo
- SP 60 di Masso da Casarza Ligure a Moneglia
- SP 61 di Vaccarezza da Casella a Savignone
- SP 62 Franco Rolandi da Davagna a Torriglia
- SP 63 delle Gabbie da Savignone a Busalla
- SP 64 di Acquabianca (Tiglieto)
- SP 66 di Sciarborasca (Cogoleto)
- SP 67 del Monte Fasce da Genova a Uscio
- SP 68 del Facciù (Moneglia)
- SP 69 delle Capanne di Marcarolo (Campo Ligure)
- SP 70 di Campora (Serra Riccò)
- SP 71 del Monte Cornua (Sori)
- SP 72 di Alpepiana da Santo Stefano d'Aveto a Rezzoaglio
- SP 73 del Faiallo da Mele a Tiglieto
- SP 75 del Penna da Santo Stefano d'Aveto alla provincia di Parma
- SP 76 di Olbicella (Tiglieto)
- SP 77 di Boasi da Lumarzo a Davagna
- SP 78 di Lerca (Cogoleto)
- SP 79 delle Colle (Rossiglione)
- SP 80 di Trensasco da Sant'Olcese a Genova
- SP 81 di Valico di San Fermo (Vobbia)
- SP 82 di Sant'Alberto di Bargagli da Bargagli a Lumarzo
- SP 83 di Pietranera (Rovegno)
- SP 84 di Montanesi (Mignanego)
- SP 85 di Verzi da Cicagna a Lorsica
- SP 86 di Caselle (Santo Stefano d'Aveto)
- SP 87 di Propata Alta da Propata a Fascia
- SP 88 di Montedomenico da Sestri Levante a Ne
- SP 227 di Portofino da Santa Margherita Ligure a Portofino
- SP 333 di Uscio da Recco a Moconesi

### Ferrovie

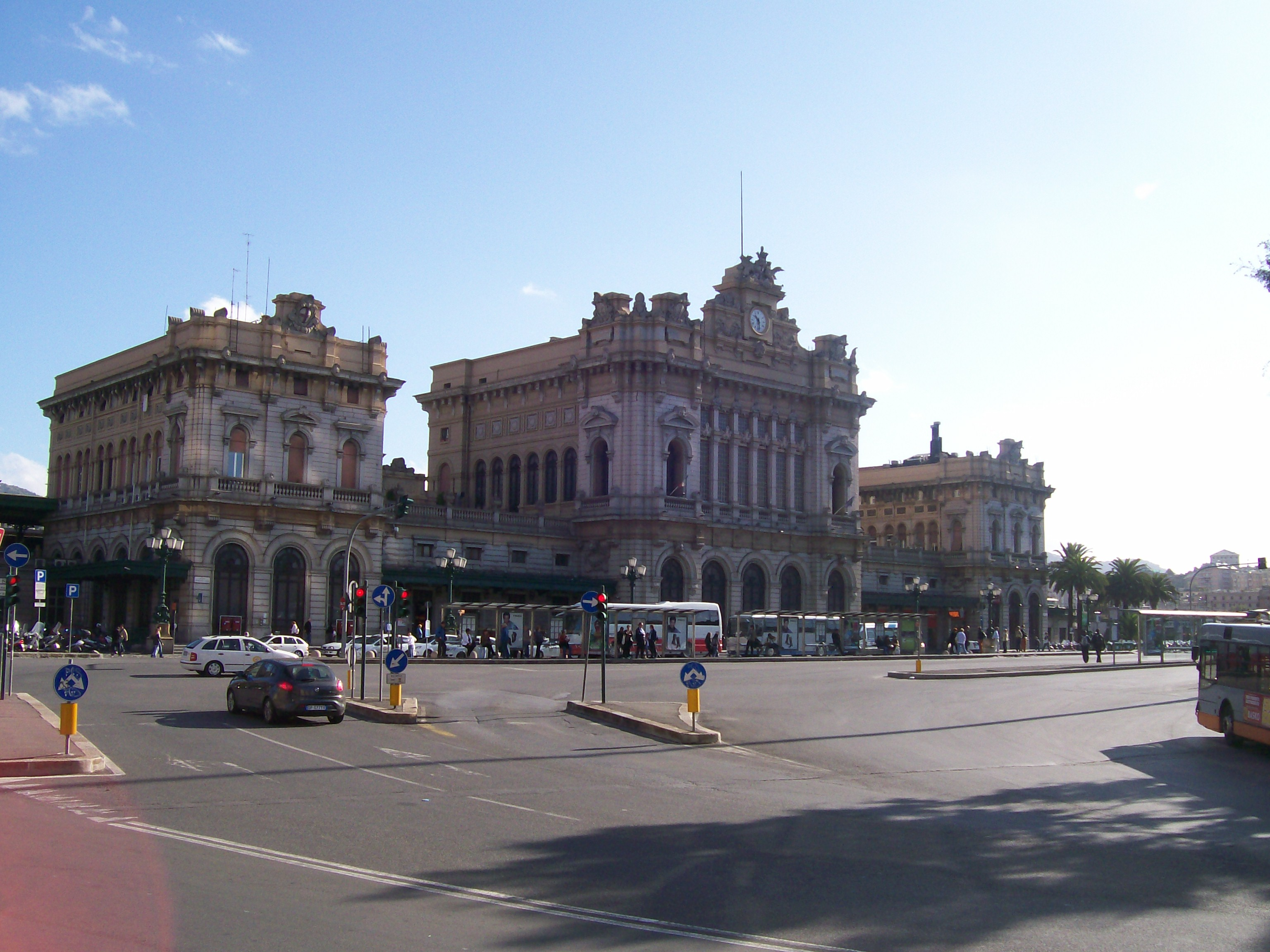
La stazione ferroviaria di Genova Brignole, assieme a Genova Piazza Principe una delle "porte ferroviarie" del capoluogo

Il territorio metropolitano genovese è attraversato da quattro principali linee ferroviarie: la tratta Asti-Genova, la Torino-Genova, la Genova-Ventimiglia e la Genova-Pisa.
Le principali stazioni capolinea delle tratte sono Genova Voltri, Genova Piazza Principe, Genova Brignole, Genova Nervi, Recco e Sestri Levante.
Nel territorio del comune di Genova sono presenti 22 stazioni ferroviarie. Ciò favorisce molto lo spostamento in treno della popolazione, attuato grazie al suo servizio ferroviario urbano.
Inoltre esiste una linea ferroviaria locale, la Genova-Casella, a scartamento ridotto, collegante tramite un caratteristico trenino la città di Genova con il comune di Casella in alta valle Scrivia.
A Genova è presente una linea di metropolitana leggera, lunga 7 km e dotata di 8 stazioni, che collega il quartiere Rivarolo, sito in Vapolcevera, col centro della città, passando per il terminal traghetti, il Porto Antico, il centro storico e le due stazioni ferroviarie principali (Genova Brignole e Genova Piazza Principe).
Sono inoltre presenti due funicolari (Zecca-Righi e Sant'Anna) e una ferrovia a cremagliera (Principe-Granarolo, erroneamente detta "tranvia" a causa del suo passaggio radente ai palazzi).

### Porti e aeroporti

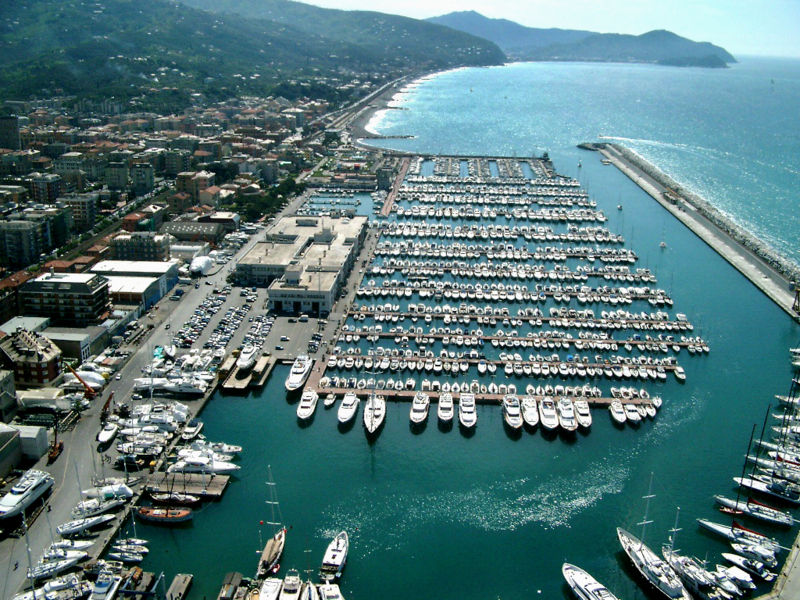
Il porto turistico di Lavagna, il più grande della città metropolitana per numero di posti barca.

Lo scalo marittimo commerciale più importante della città metropolitana è il porto di Genova che, con i suoi moderni terminal (come il VTE-Voltri Terminal Europa, porto commerciale adibito alla movimentazione dei container), è uno dei più importanti del bacino del Mediterraneo.
Altri porti turistici di rilievo nazionale sono quelli di Arenzano, Camogli, Portofino, Santa Margherita Ligure, Rapallo, Chiavari e Sestri Levante.
Il principale scalo provinciale è il "Cristoforo Colombo" di Sestri Ponente, primo aeroporto della Liguria.

## Ecologia
I comuni di Arenzano, Bogliasco, Chiavari, Cogoleto, Coreglia Ligure, Favale di Malvaro, Lavagna, Moneglia, Neirone, Pieve Ligure, Recco, Rezzoaglio, Rossiglione, Santo Stefano d'Aveto, Santa Margherita Ligure, Tiglieto e Zoagli hanno ottenuto la certificazione ambientale ISO-14001, rilasciata dal Rina (Registro navale italiano) per gli accertamenti riguardanti la pianificazione, gestione e controllo del territorio comunale. Il riconoscimento era stato ottenuto anche dalla ex Comunità montana Valli Stura e Orba (soppressa nel 2010) e dal Parco naturale regionale del Beigua.
Ogni anno a diversi comuni della città metropolitana vengono assegnate le Bandiere Blu per la qualità delle spiagge e per i servizi degli approdi turistici. Santo Stefano d'Aveto è l'unica località del territorio metropolitano che può invece vantare la Bandiera arancione del Touring Club Italiano, assegnatagli nel 2007.

## Amministrazione

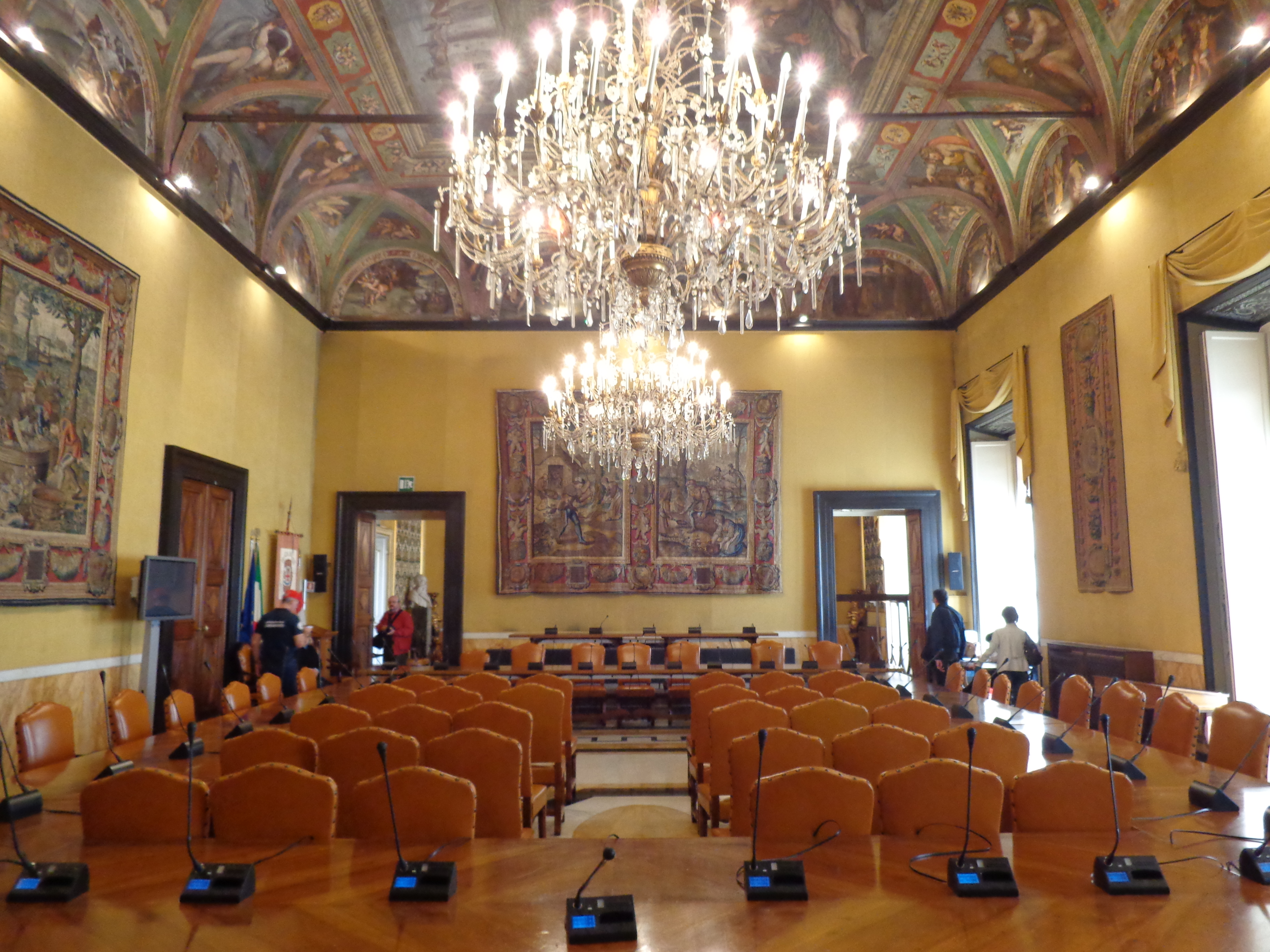
La sala del Consiglio metropolitano presso il palazzo Doria Spinola, a Genova.

L'amministrazione della città metropolitana ha sede a Genova, nello storico palazzo Doria Spinola sito in piazzale Giuseppe Mazzini 2, e sede altresì della prefettura (e già del soppresso ente provinciale genovese).
| Nº | Nº              | Ritratto        | Nome                      | Mandato         | Mandato         | Partito                         | Carica                                       |
| Nº | Nº              | Ritratto        | Nome                      | Inizio          | Fine            | Partito                         | Carica                                       |
| -- | --------------- | --------------- | ------------------------- | --------------- | --------------- | ------------------------------- | -------------------------------------------- |
| 1  |                 |                 | Marco Doria (1957-)       | 1º gennaio 2015 | 27 giugno 2017  | Indipendente di sinistra        | Sindaco metropolitano                        |
| 2  |                 |                 | Marco Bucci (1959-)       | 27 giugno 2017  | 6 novembre 2022 | Indipendente di centro-destra   | Sindaco metropolitano                        |
| 2  | 6 novembre 2022 | 9 dicembre 2024 | Marco Bucci (1959-)       |                 |                 | Indipendente di centro-destra   | Sindaco metropolitano                        |
| —  |                 |                 | Antonio Segalerba (1970-) | 9 dicembre 2024 | 29 maggio 2025  | Indipendente di centro-destra   | Vicesindaco metropolitano (facente funzioni) |
| 3  |                 |                 | Silvia Salis (1985-)      | 30 maggio 2025  | in carica       | Indipendente di centro-sinistra | Sindaca metropolitana                        |

### Consiglio metropolitano
Dal 30 maggio 2025 la sindaca metropolitana é Silvia Salis appartenente all'area politica di centro-sinistra.
Il Consiglio metropolitano è formato da 18 consiglieri tra i rappresentanti politici del territorio metropolitano genovese (formato da sindaci e consiglieri comunali). Nelle ultime elezioni del Consiglio (2022) la maggioranza è formata dalla lista "Per la città metropolitana" (12 consiglieri, di area centro-destra); i 6 consiglieri di minoranza fanno parte della lista di area centro-sinistra "Civici Democratici Progressisti".

### Comuni metropolitani

I comuni della città metropolitana genovese. In rosso, il comune di Genova.

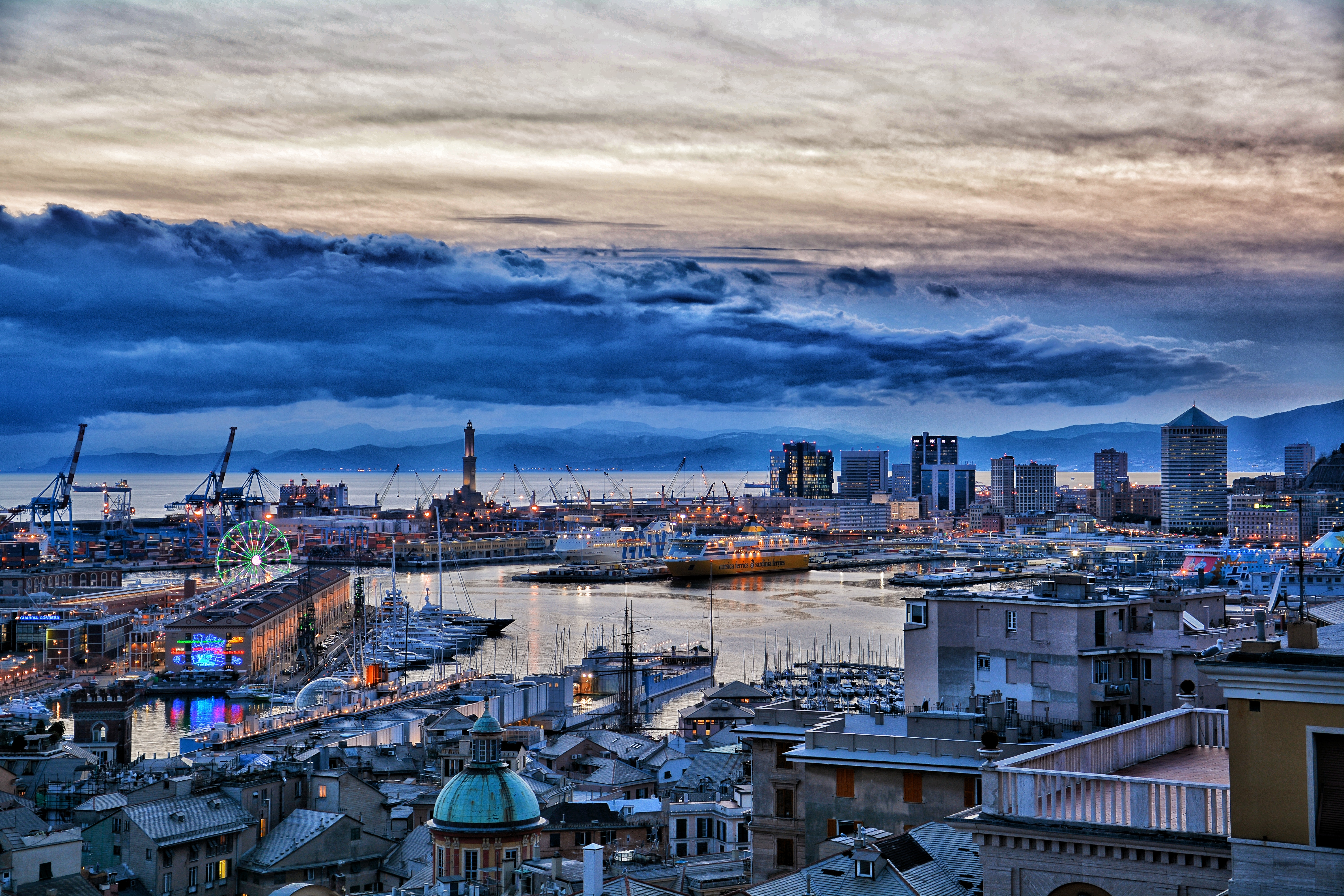
Panoramica della città di Genova

La città metropolitana si suddivide convenzionalmente in 15 aree geografiche, distinguibili soprattutto dal punto di vista morfologico:
La parte costiera del territorio metropolitano è costituito da quattro zone geografiche, dalla Riviera del Beigua (tre comuni), dal Comune di Genova (costituita dai precedenti comuni genovesi soppressi nel 1929 e diventati successivamente delegazioni-municipi della città di Genova), dal Golfo Paradiso (sette comuni) e dal Tigullio (otto comuni).
La parte continentale della città metropolitana è costituita dall'alta val Bisagno (due comuni), dalla val Fontanabuona (tredici comuni), dalla val d'Aveto (due comuni), dalla val Graveglia (l'intero territorio comunale di Ne), dalla valle Sturla (due comuni), dalla val Petronio (due comuni), dall'alta val Polcevera (cinque comuni), dall'alta valle Scrivia (nove comuni), dalla valle Stura (tre comuni), dalla val d'Orba (il solo comune di Tiglieto) e dall'alta val Trebbia (otto comuni).
- Arenzano
- Avegno
- Bargagli
- Bogliasco
- Borzonasca
- Busalla
- Camogli
- Campo Ligure
- Campomorone
- Carasco
- Casarza Ligure
- Casella
- Castiglione Chiavarese
- Ceranesi
- Chiavari
- Cicagna
- Cogoleto
- Cogorno
- Coreglia Ligure
- Crocefieschi
- Davagna
- Fascia
- Favale di Malvaro
- Fontanigorda
- Genova
- Gorreto
- Isola del Cantone
- Lavagna
- Leivi
- Lorsica
- Lumarzo
- Masone
- Mele
- Mezzanego
- Mignanego
- Moconesi
- Moneglia
- Montebruno
- Montoggio
- Ne
- Neirone
- Orero
- Pieve Ligure
- Portofino
- Propata
- Rapallo
- Recco
- Rezzoaglio
- Ronco Scrivia
- Rondanina
- Rossiglione
- Rovegno
- San Colombano Certenoli
- Sant'Olcese
- Santa Margherita Ligure
- Santo Stefano d'Aveto
- Savignone
- Serra Riccò
- Sestri Levante
- Sori
- Tiglieto
- Torriglia
- Tribogna
- Uscio
- Valbrevenna
- Vobbia
- Zoagli

### Comuni più popolosi
Di seguito si riporta la lista dei dieci comuni della città metropolitana ordinati per numero di abitanti al 31 dicembre 2021:
| Pos. | Stemma | Comune                  | Popolazione (ab) |
| ---- | ------ | ----------------------- | ---------------- |
| 1º   |        | Genova                  | 560 688          |
| 2º   |        | Rapallo                 | 28 999           |
| 3º   |        | Chiavari                | 27 253           |
| 4º   |        | Sestri Levante          | 17 619           |
| 5º   |        | Lavagna                 | 12 233           |
| 6º   |        | Arenzano                | 11 176           |
| 7º   |        | Recco                   | 9 448            |
| 8º   |        | Cogoleto                | 8 589            |
| 9º   |        | Santa Margherita Ligure | 8 566            |
| 10º  |        | Serra Riccò             | 7 591            |

Rondanina con i suoi 62 abitanti è il comune con il più basso dato di popolazione nella provincia e nella regione.

### Unioni di comuni
La prima unione di comuni nel territorio dell'allora provincia di Genova fu l'Unione dei comuni delle Valli Stura, Orba e Leira, nata nell'aprile 2011 sulle ceneri dell'ex Comunità montana Valli Stura, Orba e Leira. Queste le altre unioni di comuni della città metropolitana di Genova:
- Unione dei comuni del Golfo Paradiso;
- Unione dei comuni della Valle del Tempo;
- Unione dei comuni delle Valli Stura, Orba e Leira;
- Unione dei comuni dello Scrivia;
- Unione dei comuni montani dell'Alta Val d'Aveto.
- Unione dei comuni montani dell'Alta Val Trebbia;
- Unione dei comuni montani Le Valli dell'Entella.

## Sport
Lo sport nel territorio della città metropolitana si è diffuso sin dalla seconda metà del XIX secolo con la fondazione di diverse società di ginnastica come la Cristoforo Colombo, una delle più antiche a livello nazionale. Numerosi ginnasti dell'area hanno ottenuto la medaglia d'oro nel concorso a squadre ai Giochi olimpici tra il 1912 e il 1932. Luigi Cambiaso e Mario Lertora vi riuscirono in due diverse edizioni.
Genova è sede di importanti manifestazioni sportive internazionali, come il torneo di tennis Genoa Open Challenger facente parte della serie internazionale ATP Challenger Tour. ed è stata selezionata per la tappa finale della Ocean Race 2023 di vela. In passato ha ospitato i Campionati europei di karate nel 1988 e quelli di atletica leggera indoor nel 1992, oltre alle Finali di World League di pallavolo nel 1992.
La città metropolitana vanta inoltre una forte tradizione in due degli sport di squadra più popolari in Italia: il calcio e la pallanuoto. Le compagini locali hanno infatti ottenuto diverse affermazioni nei tornei nazionali ed europei.

### Calcio
Le due principali squadre calcistiche del territorio sono il Genoa e la Sampdoria, protagoniste del Derby di Genova. Il Genoa è detentore di nove Scudetti ed una Coppa Italia, mentre la Sampdoria vanta uno Scudetto, quattro Coppe Italia, una Supercoppa italiana ed una Coppa delle Coppe.
Al 2024 il Genoa milita in Serie A e la Sampdoria in Serie B, mentre sono iscritte alla Serie C la Virtus Entella ed il Sestri Levante. Giocano tra i dilettanti altre due società dall'importante tradizione sportiva: il Rapallo e la Sestrese.
Tra gli impianti sportivi della città metropolitana il più capiente è lo Stadio Luigi Ferraris di Genova, che ha anche ospitato partite di ben due diverse edizioni dei campionati mondiali di calcio.

### Pallanuoto
Sono sei le squadre pallanuotistiche locali che hanno vinto almeno uno scudetto: la Pro Recco vanta trentatré affermazioni, l'Andrea Doria otto, il Camogli sei, il Genoa quattro, il Bogliasco e lo Sturla una. La Pro Recco, che ha ottenuto la vittoria di trofei anche in ambito europeo, milita in Serie A1 assieme al Quinto.
Nella pallanuoto femminile due compagini della città metropolitana hanno vinto il massimo campionato: Pro Recco e Rapallo. Il Rapallo milita in Serie A1 assieme al Bogliasco.
I giocatori locali hanno sempre fornito apporto alle Nazionali vincitrici della medaglia d'oro ai Giochi Olimpici e ai Campionati mondiali. Tra questi Gianni Averaimo, Alessandro Bovo e Ferdinando Gandolfi hanno conquistato entrambi i riconoscimenti.
Genova è stata sede della Super Final della World League di pallanuoto nel 2008 e delle Final Eight di Champions League di pallanuoto nel 2003 e nel 2018.